# Filmjahr 2024
Liste der Filmjahre

◄◄ | ◄ | 2020 | 2021 | 2022 | 2023 | Filmjahr 2024 | 2025 | 2026 | 2027

Weitere Ereignisse
Dieser Artikel behandelt das Filmjahr 2024.

## Top 10 der erfolgreichsten Filme

### Weltweit
Die weltweit erfolgreichsten Filme nach Einspielergebnis sind (Stand: 7. Februar 2025).
| Platz | Filmtitel                       | Einnahmen       |
| ----- | ------------------------------- | --------------- |
| 1.    | Inside Out 2                    | 1.698.863.816 $ |
| 2.    | Deadpool & Wolverine            | 1.338.073.645 $ |
| 3.    | Moana 2                         | 1.037.707.913 $ |
| 4.    | Despicable Me 4                 | 969.126.452 $   |
| 5.    | Wicked                          | 722.521.566 $   |
| 6.    | Dune: Part Two                  | 714.644.358 $   |
| 7.    | Mufasa: Der König der Löwen     | 654.458.599 $   |
| 8.    | Godzilla × Kong: The New Empire | 571.850.016 $   |
| 9.    | Kung Fu Panda 4                 | 547.689.492 $   |
| 10.   | Venom: The Last Dance           | 478.796.349 $   |

### In Deutschland
Die zehn erfolgreichsten Filme an den deutschen Kinokassen nach Besucherzahlen (Stand: 12. Januar 2025).
| Platz | Filmtitel                        | Besucher  | Einnahmen    |
| ----- | -------------------------------- | --------- | ------------ |
| 1.    | Alles steht Kopf 2               | 5.751.182 | 52.848.539 € |
| 2.    | Ich – Einfach unverbesserlich 4  | 4.337.822 | 39.936.919 € |
| 3.    | Vaiana 2                         | 4.140.491 | 39.812.713 € |
| 4.    | Deadpool & Wolverine             | 3.266.010 | 37.562.088 € |
| 5.    | Dune: Part Two                   | 3.145.734 | 38.803.792 € |
| 6.    | Die Schule der magischen Tiere 3 | 3.016.225 | 24.440.740 € |
| 7.    | Chantal im Märchenland           | 2.729.112 | 27.463.804 € |
| 8.    | Mufasa: Der König der Löwen      | 2.076.929 | 23.016.409 € |
| 9.    | Kung Fu Panda 4                  | 1.790.401 | 16.272.221 € |
| 10.   | Nur noch ein einziges Mal        | 1.775.991 | 17.912.995 € |

### In Österreich
Die zehn erfolgreichsten Filme an den österreichischen Kinokassen (Stand: 15. Januar 2025)
1. Alles steht Kopf 2
2. Super Wings: Maximum Speed
3. Dune: Part Two
4. Die Schule der magischen Tiere 3
5. Chantal im Märchenland
6. Vaiana 2
7. Kung Fu Panda 4
8. Deadpool & Wolverine
9. Nur noch ein einziges Mal
10. Wo die Lüge hinfällt

## Jahrestage

### Personen

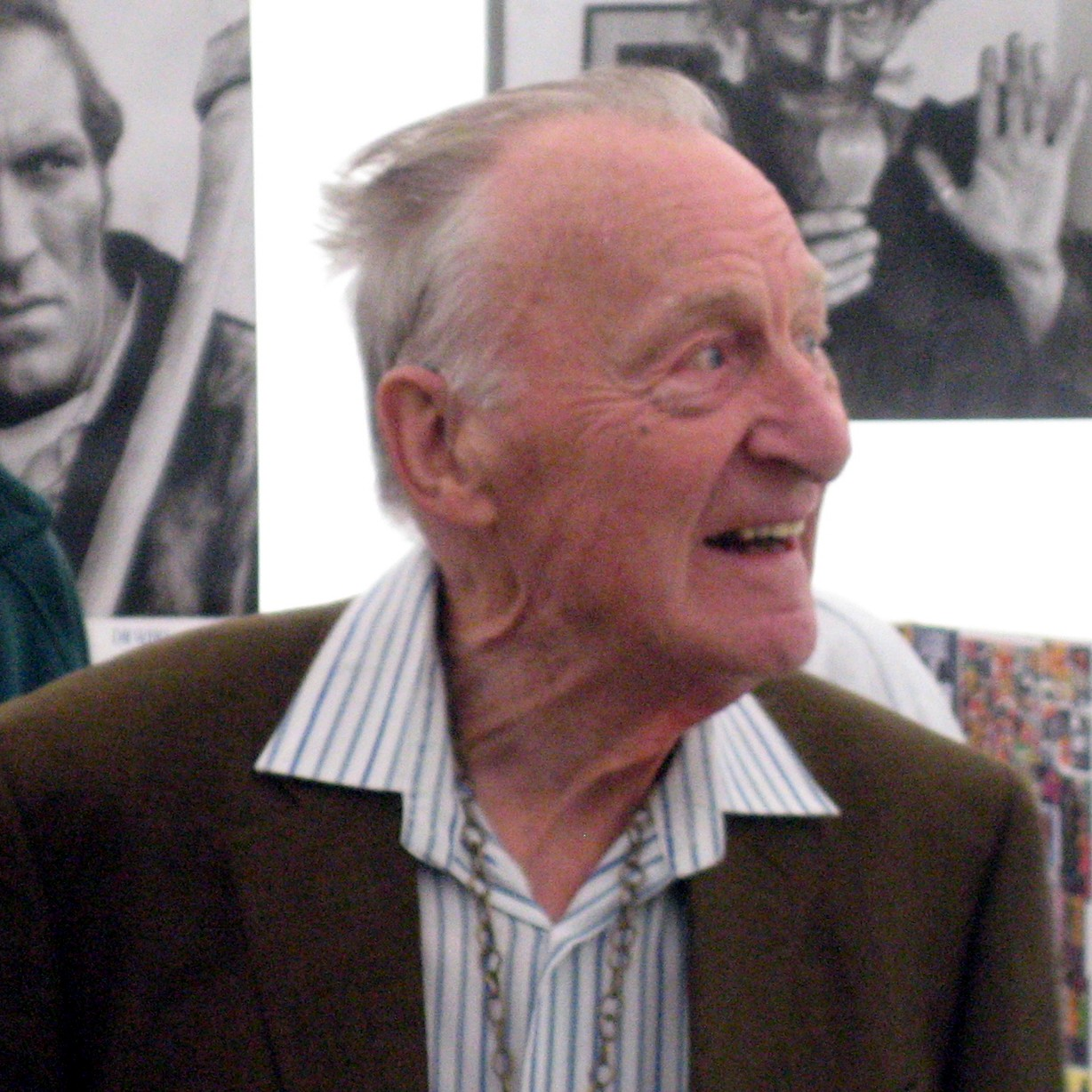
Geoffrey Bayldon (2009)

- 07. Januar: 100. Geburtstag von Geoffrey Bayldon, britischer Schauspieler († 2017)
- 07. Januar: 100. Geburtstag von Gene L. Coon, US-amerikanischer Drehbuchautor und Fernsehproduzent († 1973)
- 09. Januar: 100. Geburtstag von Carola Braunbock, deutsche Schauspielerin († 1978)
- 14. Januar: 100. Geburtstag von Jorge Casal, argentinischer Tangosänger und Schauspieler († 1996)
- 14. Januar: 100. Geburtstag von Carole Cook, US-amerikanische Schauspielerin († 2023)
- 18. Januar: 100. Geburtstag von Sandro Bolchi, italienischer Regisseur und Drehbuchautor († 2005)
- 19. Januar: 100. Geburtstag von Nicholas Colasanto, US-amerikanischer Schauspieler († 1985)
- 26. Januar: 100. Geburtstag von Alice Babs, schwedische Sängerin und Schauspielerin († 2014)
- 31. Januar: 100. Geburtstag von Tengis Abuladse, georgischer Filmregisseur und Drehbuchautor († 1994)
- 31. Januar: 100. Geburtstag von William Bryant, US-amerikanischer Schauspieler († 2001)
- 03. Februar: 100. Geburtstag von Bully Buhlan, deutscher Jazz- und Schlagersänger, Pianist, Schlagerkomponist und Schauspieler († 1982)
- 04. Februar: 100. Geburtstag von Stanislav Barabáš, slowakischer Filmregisseur und Drehbuchautor († 1994)
- 07. Februar: 100. Geburtstag von Oscar Blando, italienischer Schauspieler († 1994)
- 16. Februar: 100. Geburtstag von Humberto Almazán, mexikanischer Schauspieler und katholischer Priester
- 17. Februar: 100. Geburtstag von Richard Beek, deutscher Schauspieler († 2007)
- 24. Februar: 100. Geburtstag von Chikage Awashima, japanische Schauspielerin († 2012)
- 24. Februar: 100. Geburtstag von Manfred Barthel, deutscher Schriftsteller, Drehbuchautor, Journalist, Kritiker Filmproduzent und -regisseur († 2007)
- 25. Februar: 100. Geburtstag von P. Bhaskaran, indischer Lyriker, Filmregisseur und Schauspieler († 2007)
- 25. Februar: 100. Geburtstag von Nora Eddington, US-amerikanische Schauspielerin († 2001)
- 27. Februar: 100. Geburtstag von Trevor Duncan, englischer Komponist
- 27. Februar: 100. Geburtstag von Heimo Erbse, deutsch-österreichischer Komponist und Opernregisseur († 2005)
- 28. Februar: 100. Geburtstag von Bettye Ackerman, US-amerikanische Schauspielerin († 2006)
- 29. Februar: 100. Geburtstag von David Bretherton, US-amerikanischer Filmeditor († 2000)
- 02. März: 100. Geburtstag von Walter Chiari, italienischer Schauspieler, Komiker und Fernsehmoderator († 1991)
- 03. März: 100. Geburtstag von Lys Assia, Schweizer Sängerin und Schauspielerin († 2018)
- 03. März: 100. Geburtstag von Cathy Downs, US-amerikanische Schauspielerin († 1976)
- 03. April: 100. Geburtstag von Marlon Brando, US-amerikanischer Schauspieler († 2004)

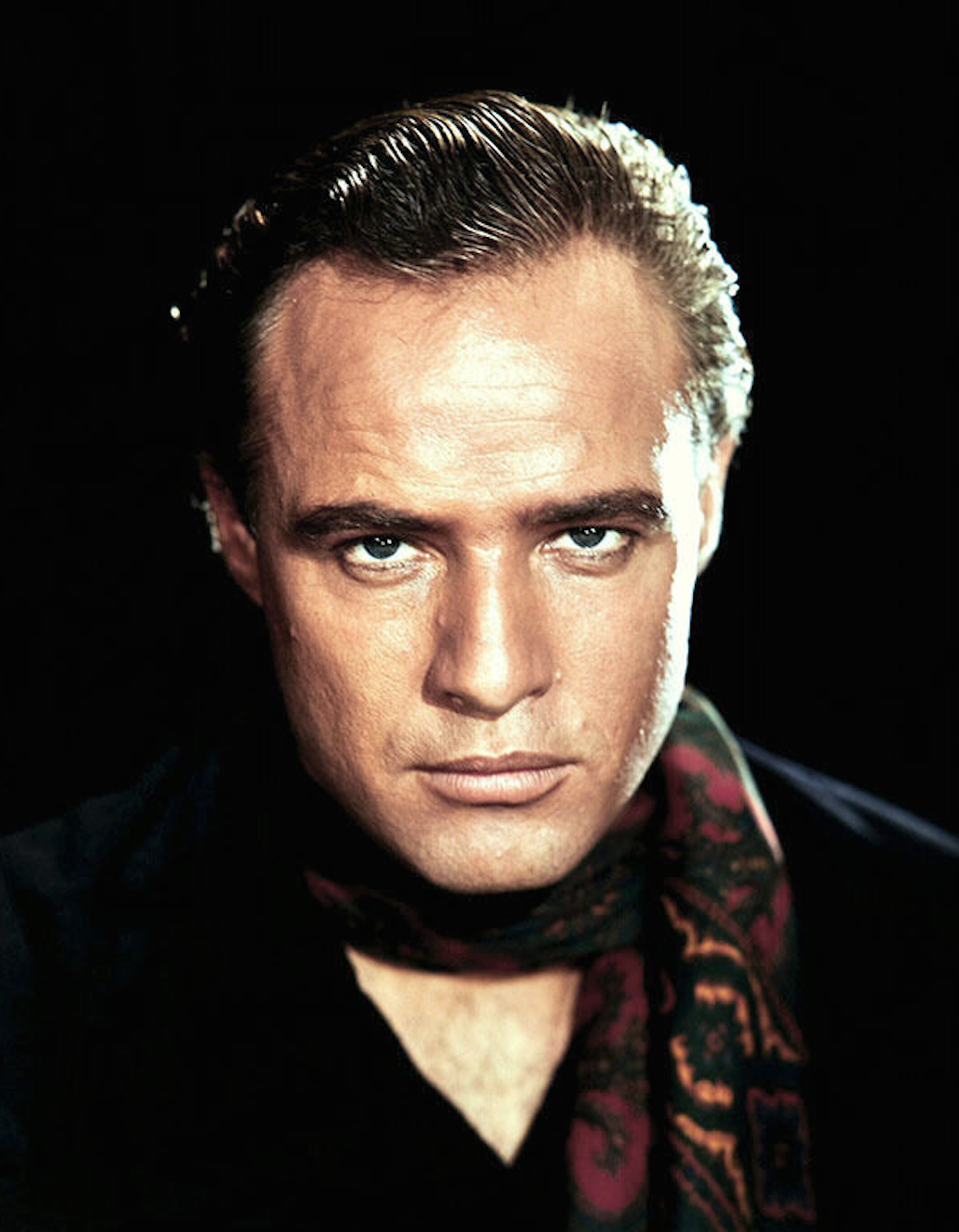
Marlon Brando (1961)

- 06. April: 100. Geburtstag von Yannick Bellon, französische Filmregisseurin und Filmeditorin († 2019)
- 13. April: 100. Geburtstag von Stanley Donen, US-amerikanischer Regisseur und Choreograf († 2019)
- 14. April: 100. Geburtstag von Ricardo Espalter, uruguayischer Schauspieler († 2007)
- 17. April: 100. Geburtstag von Arturo Correa, puerto-ricanischer Schauspieler, Filmregisseur und -produzent († 1988)
- 19. April: 100. Geburtstag von Rolf Colditz, deutscher Schauspieler und Regisseur († 2005)
- 26. April: 100. Geburtstag von Harold Jack Bloom, US-amerikanischer Drehbuchautor († 1999)
- 28. April: 100. Geburtstag von Donatas Banionis, litauischer Schauspieler († 2014)
- 05. März: 100. Geburtstag von Myrna Dell, US-amerikanische Schauspielerin († 2011)
- 08. März: 100. Geburtstag von René Allio, französischer Bühnenbildner, Filmregisseur und Drehbuchautor († 1995)
- 08. März: 100. Geburtstag von Ursula Borsodi, ungarische Schauspielerin († 2001)
- 10. März: 100. Geburtstag von Jeanne Evans, US-amerikanische Schauspielerin († 2012)
- 16. März: 100. Geburtstag von Beryl Davis, britisch-amerikanische Sängerin und Schauspielerin († 2011)
- 25. März: 100. Geburtstag von Roberts Blossom, US-amerikanischer Schauspieler († 2011)
- 25. März: 100. Geburtstag von Pierre Cressoy, französischer Schauspieler († 1980)
- 28. März: 100. Geburtstag von Freddie Bartholomew, britisch-US-amerikanischer Schauspieler, Fernsehregisseur und -produzent († 1992)
- 02. Mai: 100. Geburtstag von Theodore Bikel, US-amerikanischer Folksänger und Schauspieler († 2015)
- 03. Mai: 100. Geburtstag von Susanne Bandler, tschechisch-britische Schauspielerin und Kabarettistin († 1965)
- 03. Mai: 100. Geburtstag von Mary Carver, US-amerikanische Schauspielerin († 2013)
- 07. Mai: 100. Geburtstag von Albert Band, US-amerikanischer Filmproduzent und Regisseur († 2002)
- 11. Mai: 100. Geburtstag von Nestore Cavaricci, US-amerikanisch-italienischer Schauspieler († 1991)
- 12. Mai: 100. Geburtstag von Mario Carbone, italienischer Fotograf, Kameramann und Dokumentarfilmer
- 12. Mai: 100. Geburtstag von Gerard van Essen, niederländischer Komiker († 1997)
- 13. Mai: 100. Geburtstag von Enzo Andronico, italienischer Schauspieler († 2002)
- 15. Mai: 100. Geburtstag von Lia Di Leo, italienische Schauspielerin († 2006)
- 21. Mai: 100. Geburtstag von Gerd Ehlers, deutscher Schauspieler († 1988)
- 22. Mai: 100. Geburtstag von Charles Aznavour, armenisch-französischer Chansonnier, Liedtexter, Komponist und Filmschauspieler († 2018)
- 25. Mai: 100. Geburtstag von Joseph Bova, US-amerikanischer Schauspieler († 2006)
- 26. Mai: 100. Geburtstag von Mike Bongiorno, italienischer Fernsehmoderator († 2009)
- 27. Mai: 100. Geburtstag von Luigi Batzella, italienischer Filmregisseur, Schauspieler, Drehbuchautor und Filmeditor († 2008)
- 27. Mai: 100. Geburtstag von Ladislav Chudík, slowakischer Schauspieler, Theaterregisseur und Pädagoge († 2015)
- 29. Mai: 100. Geburtstag von Rune Ericson, schwedischer Kameramann und Erfinder der Super 16-Technik († 2015)
- 02. Juni: 100. Geburtstag von Géza Böszörményi, ungarischer Regisseur, Drehbuchautor und Schauspieler († 2004)
- 02. Juni: 100. Geburtstag von Pat Evison, neuseeländische Schauspielerin († 2010)
- 03. Juni: 100. Geburtstag von Colleen Dewhurst, kanadische Schauspielerin († 1991)
- 08. Juni: 100. Geburtstag von Josef Bláha, tschechischer Schauspieler († 1994)
- 09. Juni: 100. Geburtstag von Tony Britton, britischer Schauspieler († 2019)
- 10. Juni: 100. Geburtstag von Bernard Borderie, französischer Filmregisseur und Drehbuchautor († 1978)
- 14. Juni: 100. Geburtstag von Karimuddin Asif, indischer Filmregisseur († 1971)
- 16. Juni: 100. Geburtstag von Sonia Darrin, US-amerikanische Schauspielerin († 2020)
- 16. Juni: 100. Geburtstag von Faith Domergue, US-amerikanische Schauspielerin († 1999)
- 19. Juni: 100. Geburtstag von Kurt Conradi, deutscher Schauspieler († 2014)
- 21. Juni: 100. Geburtstag von Ezzatolah Entezami, iranischer Schauspieler († 2018)
- 22. Juni: 100. Geburtstag von Carl Biddiscombe, kanadischer Szenenbildner († 2000)
- 24. Juni: 100. Geburtstag von Carson Davidson, US-amerikanischer Filmregisseur, -produzent und Drehbuchautor († 2016)
- 26. Juni: 100. Geburtstag von Richard Bull, US-amerikanischer Schauspieler († 2014)
- 13. Juli: 100. Geburtstag von Michel Constantin, französischer Schauspieler († 2003)
- 14. Juli: 100. Geburtstag von Val Avery, US-amerikanischer Schauspieler († 2009)
- 14. Juli: 100. Geburtstag von Roberto Cinquini, italienischer Filmeditor († 1965)
- 15. Juli: 100. Geburtstag von Marianne Bernadotte von Wisborg, schwedische Schauspielerin und Philanthropin
- 17. Juli: 100. Geburtstag von Horst Breitenfeld, deutscher Schauspieler, Hörspiel- und Synchronsprecher († 2010)
- 18. Juli: 100. Geburtstag von Tullio Altamura, italienischer Schauspieler
- 20. Juli: 100. Geburtstag von Lola Albright, US-amerikanische Schauspielerin und Sängerin († 2017)
- 24. Juli: 100. Geburtstag von Adalberto Albertini, italienischer Kameramann und Filmregisseur († 1999)
- 27. Juli: 100. Geburtstag von Vincent Canby, US-amerikanischer Filmkritiker († 2000)
- 29. Juli: 100. Geburtstag von Lloyd Bochner, kanadischer Schauspieler († 2005)
- 01. August: 100. Geburtstag von Tally Brown, US-amerikanische Sängerin und Schauspielerin († 1989)
- 02. August: 100. Geburtstag von Raffaele Andreassi, italienischer Dichter, Journalist und Dokumentarfilmer († 2008)
- 08. August: 100. Geburtstag von Gene Deitch, US-amerikanischer Illustrator, Animator und Filmregisseur († 2020)
- 10. August: 100. Geburtstag von Joseph Cates, US-amerikanischer Filmregisseur sowie Fernsehproduzent († 1998)
- 15. August: 100. Geburtstag von Werner Abrolat, deutscher Schauspieler und Synchronsprecher († 1997)
- 15. August: 100. Geburtstag von Robert Bolt, britischer Dramatiker und Drehbuchautor († 1995)
- 21. August: 100. Geburtstag von Richard Bruno, US-amerikanischer Kostümbildner († 2012)
- 25. August: 100. Geburtstag von Sergio Bergonzelli, italienischer Drehbuchautor und Regisseur († 2002)
- 25. August: 100. Geburtstag von Peter Boita, britischer Filmeditor († 1997)
- 25. August: 100. Geburtstag von Allan Edwall, schwedischer Schauspieler († 1997)
- 03. September: 100. Geburtstag von Mary Grace Canfield, US-amerikanische Schauspielerin († 2014)
- 04. September: 100. Geburtstag von Joan Aiken, britische Schriftstellerin († 2004)
- 05. September: 100. Geburtstag von Riccardo Cucciolla, italienischer Schauspieler († 1999)
- 07. September: 100. Geburtstag von Michael Burk, deutscher Schauspieler, Regisseur, Kabarettist und Schriftsteller
- 08. September: 100. Geburtstag von Hazel Brooks, US-amerikanische Schauspielerin († 2002)
- 08. September: 100. Geburtstag von Denise Darcel, US-amerikanische Schauspielerin († 2011)
- 13. September: 100. Geburtstag von Norman Alden, US-amerikanischer Schauspieler und Synchronsprecher († 2012)
- 13. September: 100. Geburtstag von Scott Brady, US-amerikanischer Schauspieler († 1985)
- 14. September: 100. Geburtstag von Günther Dockerill, deutscher Schauspieler und Synchronsprecher († 1988)
- 16. September: 100. Geburtstag von Gianfranco De Bosio, italienischer Filmregisseur, Theaterregisseur und Drehbuchautor († 2022)
- 16. September: 100. Geburtstag von Lauren Bacall, US-amerikanische Schauspielerin († 2014)
- 16. September: 100. Geburtstag von Raoul Coutard, französischer Kameramann und Fotograf († 2016)
- 19. September: 100. Geburtstag von Klaus Dudenhöfer, deutscher Filmeditor († 2008)
- 20. September: 100. Geburtstag von Dagmar Altrichter, deutsche Schauspielerin und Synchronsprecherin († 2010)
- 28. September: 100. Geburtstag von Otakar Brousek senior, tschechischer Schauspieler und Synchronsprecher († 2014)
- 29. September: 100. Geburtstag von Marina Berti, italienische Schauspielerin († 2002)
- 30. September: 100. Geburtstag von Truman Capote, US-amerikanischer Schriftsteller, Schauspieler und Drehbuchautor († 1984)
- 03. Oktober: 100. Geburtstag von Franco Cristaldi, italienischer Filmproduzent († 1992)
- 04. Oktober: 100. Geburtstag von Ferenc Bencze, ungarischer Schauspieler († 1990)
- 05. Oktober: 100. Geburtstag von Bill Dana, US-amerikanischer Entertainer, Musiker, Schauspieler, Drehbuchautor und Fernsehproduzent († 2017)
- 09. Oktober: 100. Geburtstag von Luigi Filippo D’Amico, italienischer Drehbuchautor und Filmregisseur († 2007)
- 12. Oktober: 100. Geburtstag von Łucja Burzyńska, polnische Schauspielerin († 2017)
- 14. Oktober: 100. Geburtstag von Trude Ackermann, österreichische Schauspielerin und Autorin († 2018)
- 25. Oktober: 100. Geburtstag von Billy Barty, US-amerikanischer Schauspieler († 2000)
- 30. Oktober: 100. Geburtstag von Lothar Bauerfeld, deutscher Schauspieler († 2014)
- 30. Oktober: 100. Geburtstag von Norman Bird, britischer Schauspieler († 2005)
- 06. November: 100. Geburtstag von Dick Cathcart, US-amerikanischer Dixieland Jazz-Trompeter, Sänger und Schauspieler († 1993)
- 14. November: 100. Geburtstag von Rolf Schimpf, deutscher Schauspieler
- 19. November: 100. Geburtstag von William Russell, britischer Schauspieler († 2024)
- 21. November: 100. Geburtstag von Joseph Campanella, US-amerikanischer Schauspieler († 2018)
- 23. November: 100. Geburtstag von Jacques Aubuchon, US-amerikanischer Schauspieler († 1991)
- 24. November: 100. Geburtstag von Eileen Barton, US-amerikanische Sängerin und Fernsehmoderatorin († 2006)
- 29. November: 100. Geburtstag von Erik Balling, dänischer Drehbuchautor und Regisseur († 2005)
- 04. Dezember: 100. Geburtstag von William Diehl, US-amerikanischer Romanautor, Journalist und Fotograf († 2006)
- 06. Dezember: 100. Geburtstag von Wally Cox, US-amerikanischer Schauspieler († 1973)
- 07. Dezember: 100. Geburtstag von Jack Couffer, US-amerikanischer Kameramann, Regisseur, Drehbuchautor († 2021)
- 16. Dezember: 100. Geburtstag von Nancy Andrews, US-amerikanische Schauspielerin († 1989)
- 20. Dezember: 100. Geburtstag von Charlie Callas, US-amerikanischer Schauspieler und Comedian († 2011)
- 20. Dezember: 100. Geburtstag von Walter Davy, österreichischer Regisseur und Schauspieler († 2003)
- 22. Dezember: 100. Geburtstag von Frank Corsaro, US-amerikanischer Regisseur († 2017)
- 29. Dezember: 100. Geburtstag von Herbert Ballmann, deutscher Filmregisseur († 2009)

Genaues Datum unbekannt
- 100. Geburtstag von Georg Antosch, deutscher Theater- und Filmkritiker († 1993)
- 100. Geburtstag von Wolfgang Arnst, deutscher Schauspieler und Hörspielsprecher († 1986)
- 100. Geburtstag von Wolfgang Bachmann, deutscher Schauspieler († 2003)
- 100. Geburtstag von João Bethencourt, brasilianischer Dramatiker, Regisseur, Theaterkritiker und Übersetzer († 2006)
- 100. Geburtstag von Bansi Chandragupta, indischer Szenenbildner und Dokumentarfilmregisseur († 1981)
- 100. Geburtstag von Sante Chimirri, italienischer Filmschaffender

### Werke
- 25. Jahrestag der Premiere von Lilly und Lana Wachowskis Matrix (24. März)
- 85. Jahrestag der Premiere von Victor Flemings Der Zauberer von Oz (10. August)
- 25. Jahrestag der Premiere von Sam Mendes American Beauty (8. September)
- 25. Jahrestag der Premiere von David Finchers Fight Club (10. September)

## Filmpreise

### Golden Globe Award
Die 81. Verleihung der Golden Globe Awards fand am 7. Januar 2024 statt.
- Bester Film (Drama): Oppenheimer – Regie: Christopher Nolan
- Bester Film (Komödie/Musical): Poor Things – Regie: Giorgos Lanthimos
- Beste Regie: Christopher Nolan (Oppenheimer)
- Bester Hauptdarsteller (Drama): Cillian Murphy (Oppenheimer)
- Beste Hauptdarstellerin (Drama): Lily Gladstone (Killers of the Flower Moon)
- Bester Hauptdarsteller (Komödie/Musical): Paul Giamatti (The Holdovers)
- Beste Hauptdarstellerin (Komödie/Musical): Emma Stone (Poor Things)
- Bester Nebendarsteller: Robert Downey Jr. (Oppenheimer)
- Beste Nebendarstellerin: Da’Vine Joy Randolph (The Holdovers)
- Bester fremdsprachiger Film: Anatomie eines Falls (Anatomie d’une chute), Frankreich – Regie: Justine Triet

Vollständige Liste der Preisträger

### Sundance Film Festival
Das 40. Sundance Film Festival fand vom 18. bis 28. Januar 2024 statt.
- U.S. Grand Jury Prize: Documentary – Porcelain War von Brendan Bellomo und Slava Leontyev
- U.S. Grand Jury Prize: Dramatic – In The Summers von Alessandra Lacorazza
- World Cinema Grand Jury Prize: Documentary – Wild und Frei von Arun Bhattarai und Dorottya Zurbó
- World Cinema Grand Jury Prize: Dramatic – Sujo von Astrid Rondero und Fernanda Valadez
- Waldo Salt Screenwriting Award: U.S. Dramatic – Jesse Eisenberg für A Real Pain
- Alfred P. Sloan Feature Film Prize – Love Me von Sam und Andy Zuchero

### Berlinale
Die 74. Berlinale fand vom 15. bis 25. Februar 2024 statt.
- Goldener Bär: Dahomey – Regie: Mati Diop
- Silberner Bär – Großer Preis der Jury: A Traveler’s Needs – Regie: Hong Sang-soo
- Silberner Bär – Preis der Jury: Das Imperium – Regie: Bruno Dumont
- Silberner Bär – Beste Regie: Nelson Carlo de los Santos Arias (Pepe)
- Silberner Bär – Beste Hauptrolle: Sebastian Stan (A Different Man)
- Silberner Bär – Beste Nebenrolle: Emily Watson (Small Things Like These)
- Silberner Bär – Bestes Drehbuch: Matthias Glasner (Sterben)
- Silberner Bär – Herausragende künstlerische Leistung: Martin Gschlacht (Des Teufels Bad)

Vollständige Liste der Preisträger

### British Academy Film Award
Die Verleihung der 77. British Academy Film Awards fand am 18. Februar 2024 statt.
- Bester Film: Oppenheimer – Regie: Christopher Nolan
- Bester britischer Film: The Zone of Interest – Regie: Jonathan Glazer
- Beste Regie: Christopher Nolan (Oppenheimer)
- Bester Hauptdarsteller: Cillian Murphy (Oppenheimer)
- Beste Hauptdarstellerin: Emma Stone (Poor Things)

Vollständige Liste der Preisträger

### Oscar
Die 96. Verleihung der Oscars fand am 10. März 2024 statt.
- Bester Film: Oppenheimer – Regie: Christopher Nolan
- Beste Regie: Christopher Nolan (Oppenheimer)
- Bester Hauptdarsteller: Cillian Murphy (Oppenheimer)
- Beste Hauptdarstellerin: Emma Stone (Poor Things)
- Bester Nebendarsteller: Robert Downey Jr. (Oppenheimer)
- Beste Nebendarstellerin: Da’Vine Joy Randolph (The Holdovers)
- Bester internationaler Film: The Zone of Interest – Regie: Jonathan Glazer
- Bester Dokumentarfilm: 20 Tage in Mariupol

Vollständige Liste der Preisträger

### Deutscher Filmpreis
Die 74. Verleihung des Deutschen Filmpreises fand am 3. Mai 2024 statt.

### Cannes
Die 77. Internationalen Filmfestspiele von Cannes fanden von 14. bis 25. Mai 2024 statt.

### Österreichischer Filmpreis
Die 14. Verleihung des Österreichischen Filmpreises fand am 5. Juni 2024 statt.
- Bester Spielfilm: Des Teufels Bad
- Beste Regie: Adrian Goiginger (Rickerl – Musik is höchstens a Hobby)
- Bester Darsteller: Voodoo Jürgens (Rickerl – Musik is höchstens a Hobby)
- Beste Darstellerin: Anja Plaschg (Des Teufels Bad)
- Bester Dokumentarfilm: Souls of a River – Regie: Chris Krikellis, Produktion Peter Janecek
- Bester Kurzfilm: Die unsichtbare Grenze (Regie: Mark Gerstorfer)
- Bestes Drehbuch: Adrian Goiginger (Rickerl – Musik is höchstens a Hobby)

Vollständige Liste der Preisträger

### Termine/Preisverleihungen/Filmfestivals
- Critics’ Choice Television Awards: 14. Januar
- Critics’ Choice Movie Awards: 14. Januar
- Prix Lumières: 22. Januar
- Solothurner Filmtage: 17. bis 24. Januar
- Filmfestival Max Ophüls Preis: 22. bis 28. Januar
- AACTA International Awards: 10. Februar
- Goya: 10. Februar
- Screen Actors Guild Awards: 24. Februar
- César: 23. Februar
- Independent Spirit Awards: 25. Februar
- Satellite Awards: 3. März
- Goldene Himbeere: 9. März
- NAACP Image Award: 16. März
- Schweizer Filmpreis: 22. März
- Diagonale: 4. bis 9. April[3]
- Grimme-Preis: 26. April[4]
- Nastro d’Argento: 27. Juni
- Nickelodeon Kids’ Choice Awards: 13. Juli
- Internationale Filmfestspiele von Venedig: 28. August bis 7. September
- Toronto International Film Festival: 5. September
- Deutscher Schauspielpreis: 13. September
- Primetime-Emmy-Verleihung: 15. September
- Deutscher Fernsehpreis: 25. September
- Bambi-Verleihung: 7. November
- Europäischer Filmpreis: 7. Dezember
- Romyverleihung: Keine Verleihung[5]

## 2024 verstorben

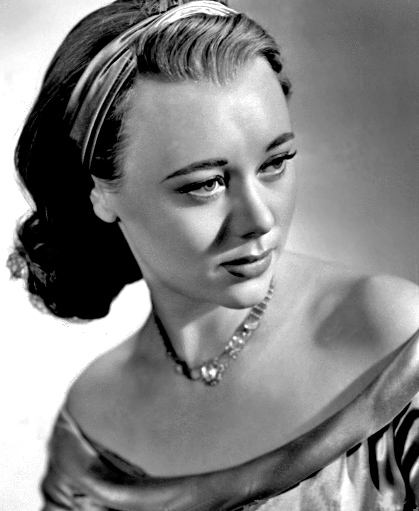
Glynis Johns (1923–2024)

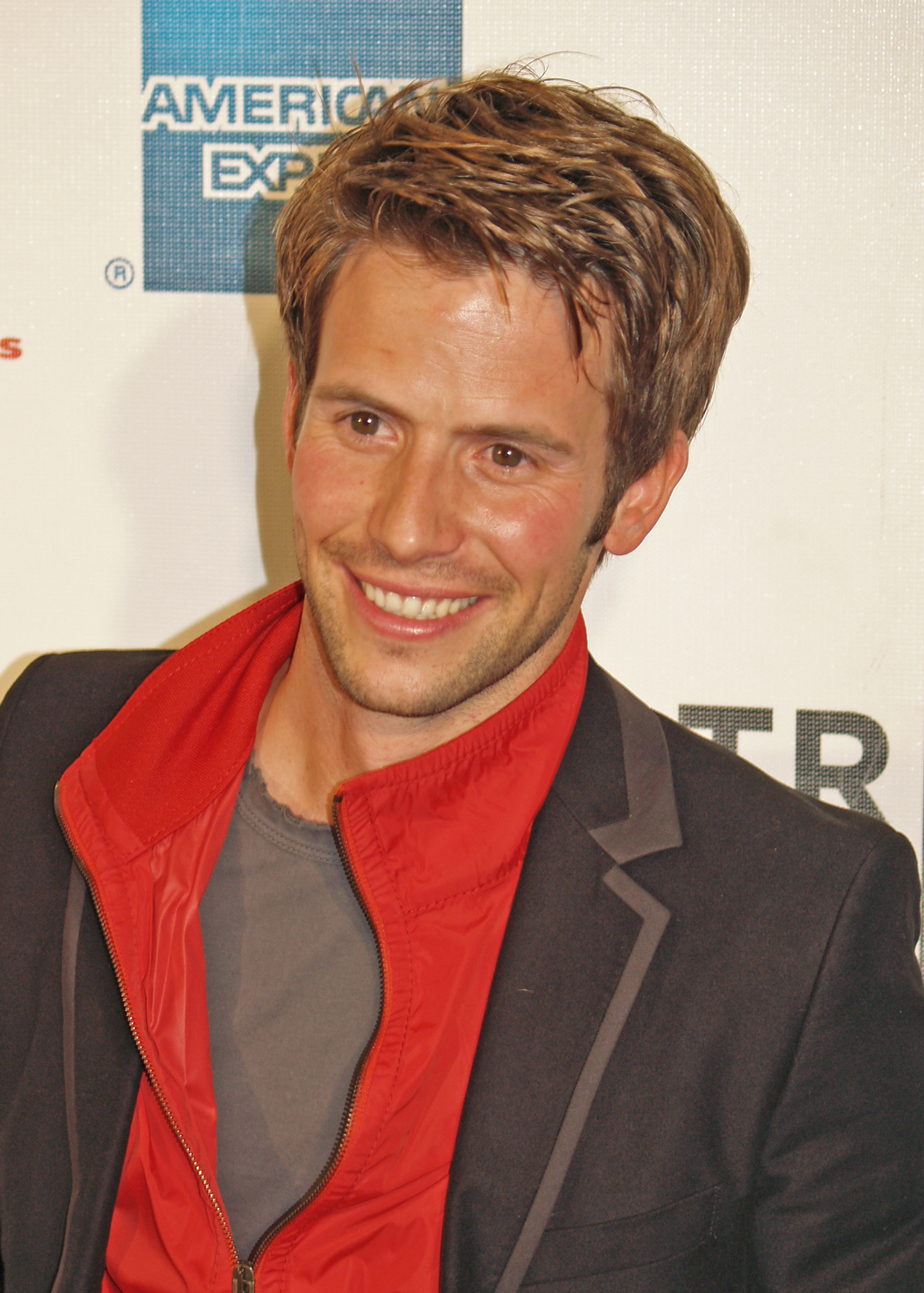
Christian Oliver (1972–2024)

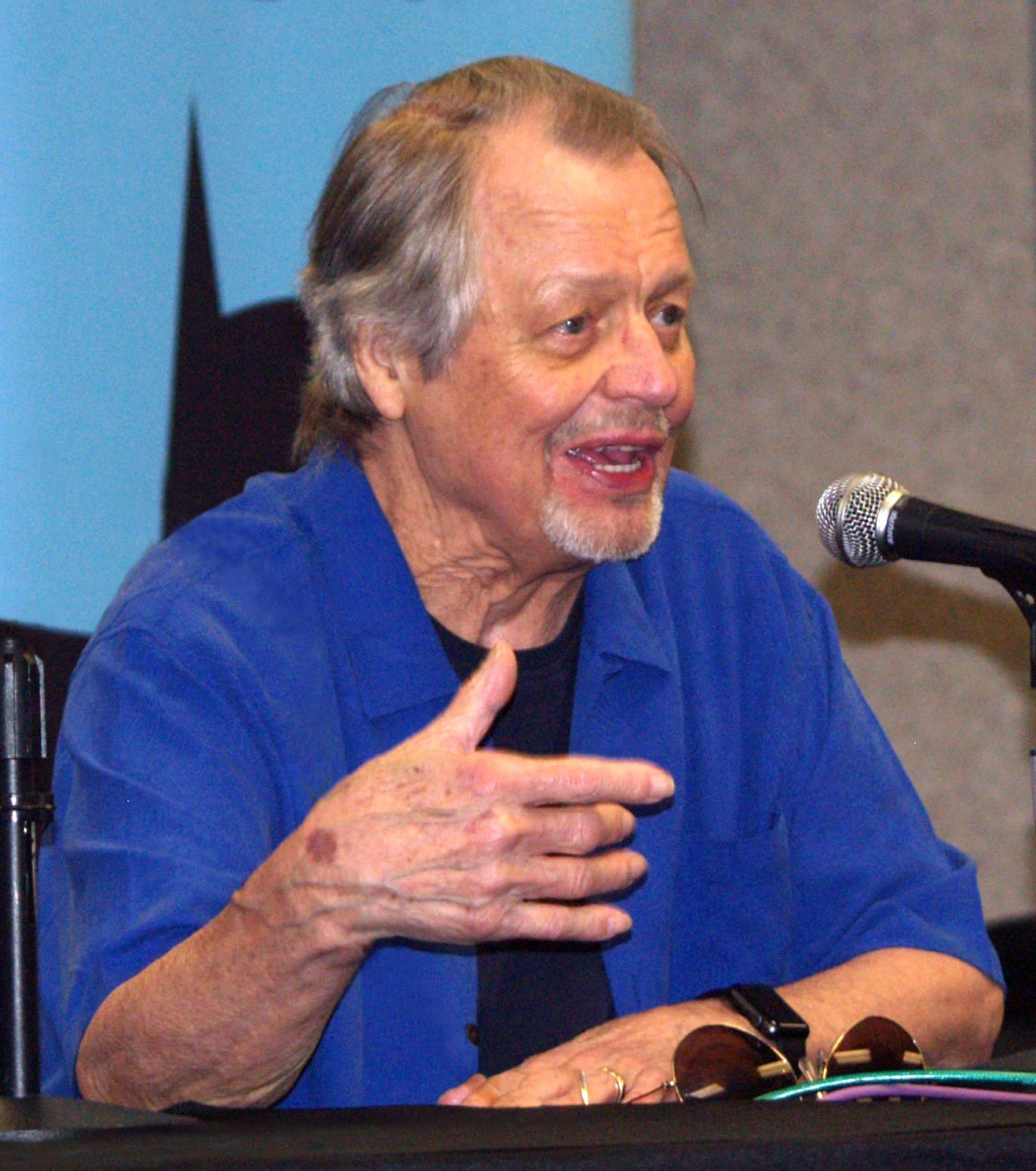
David Soul (1943–2024)

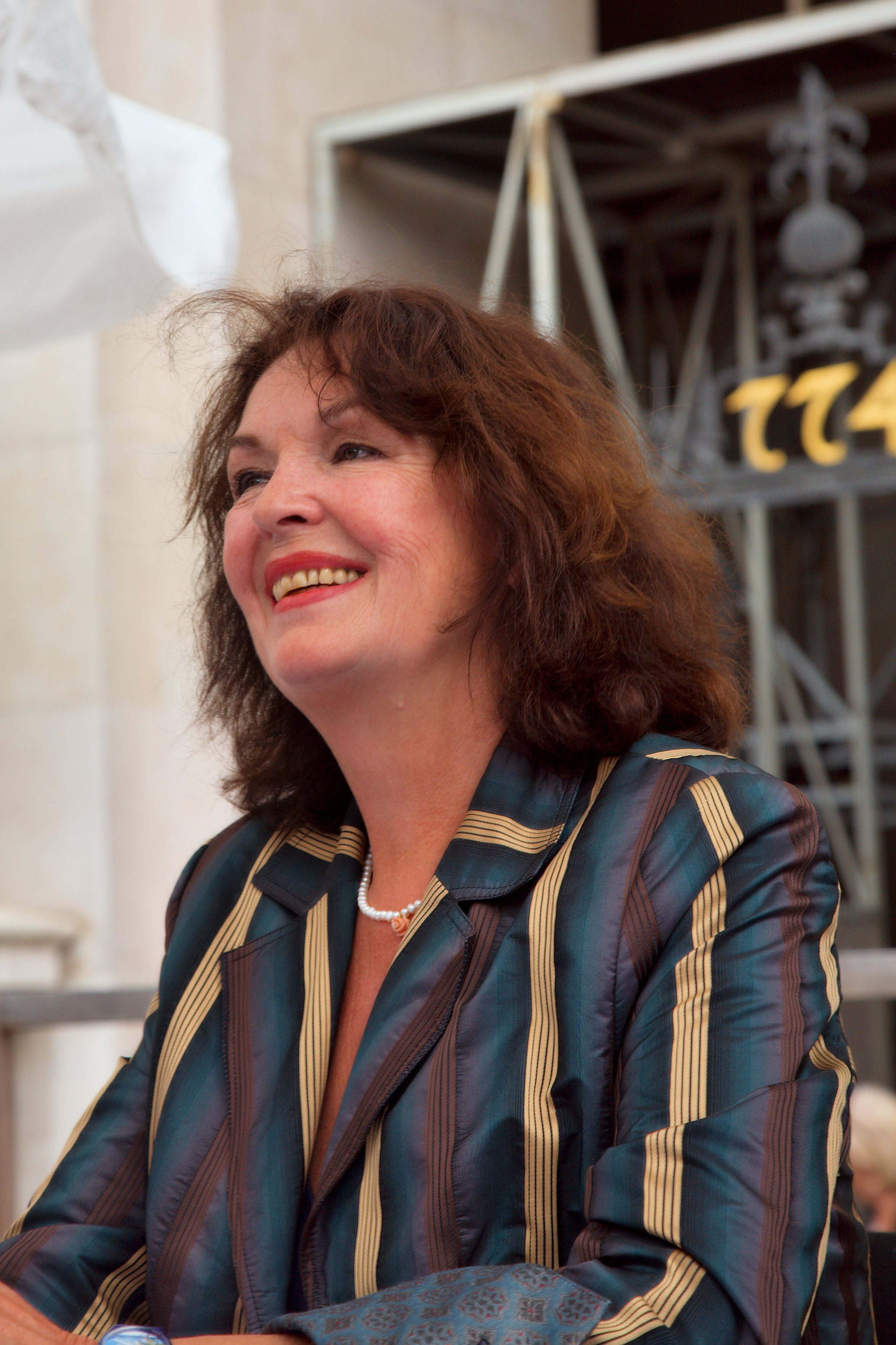
Elisabeth Trissenaar (1944–2024)

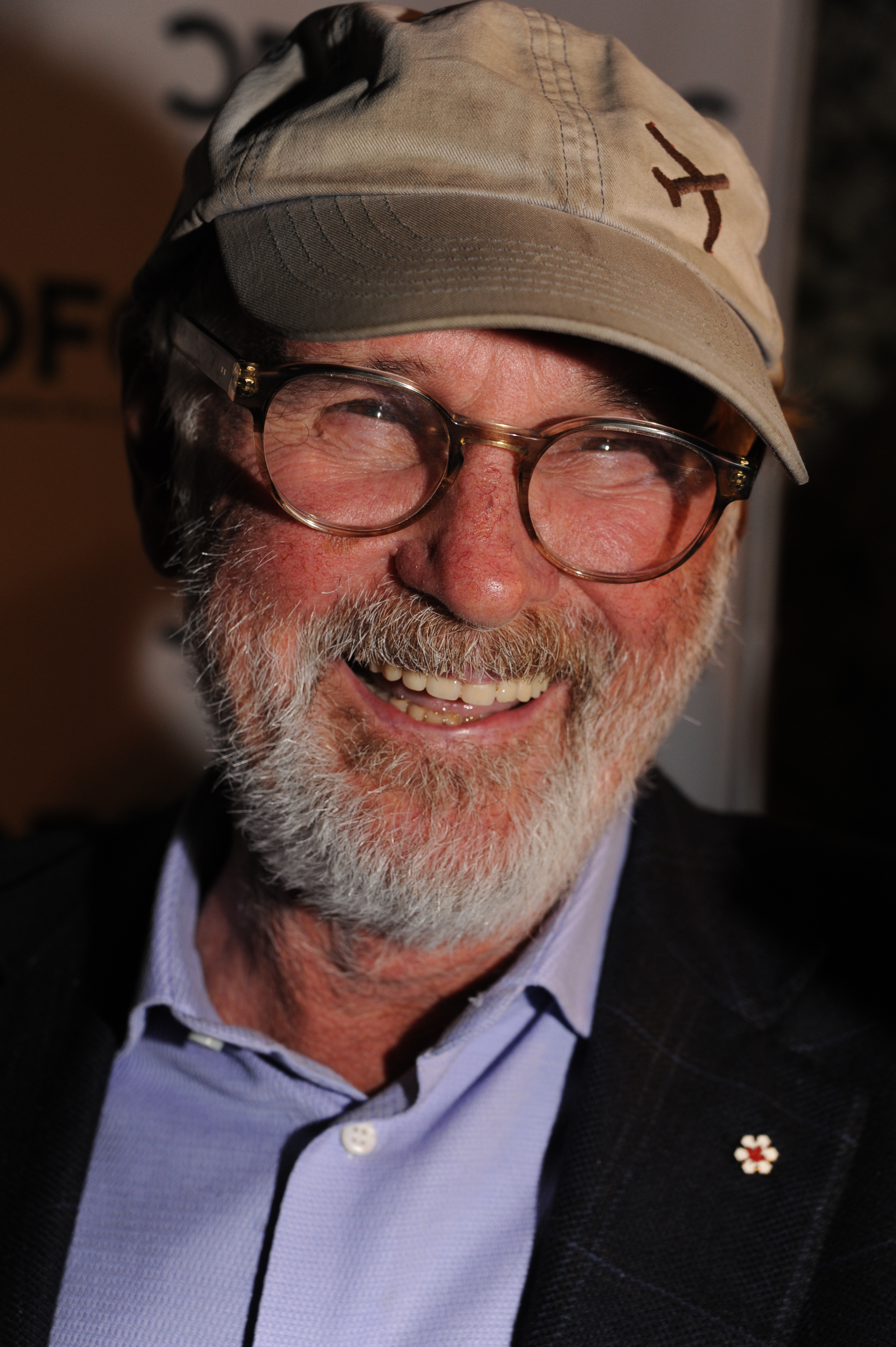
Norman Jewison (1926–2024)

Sandra Milo (1933–2024)

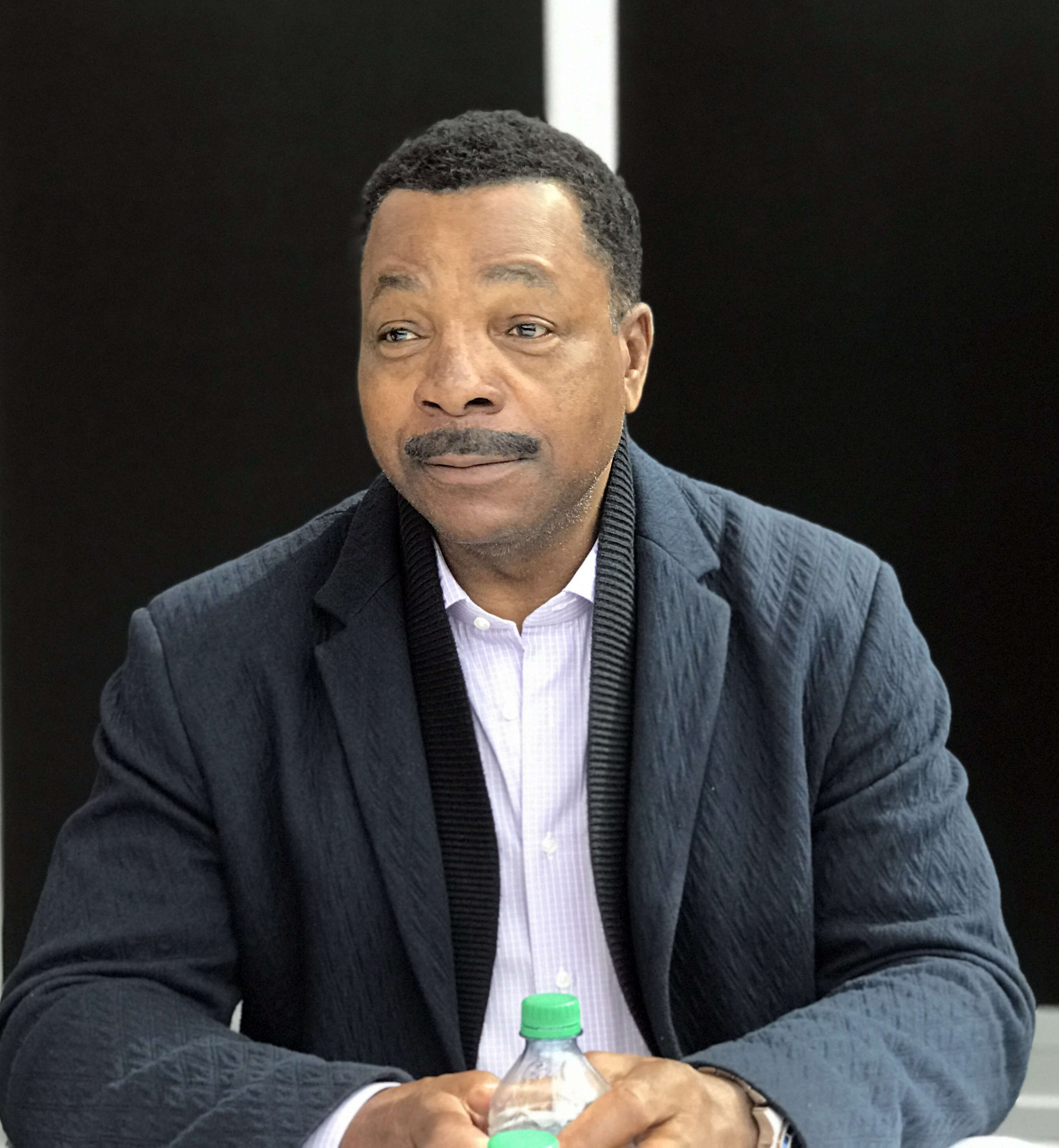
Carl Weathers (1948–2024)

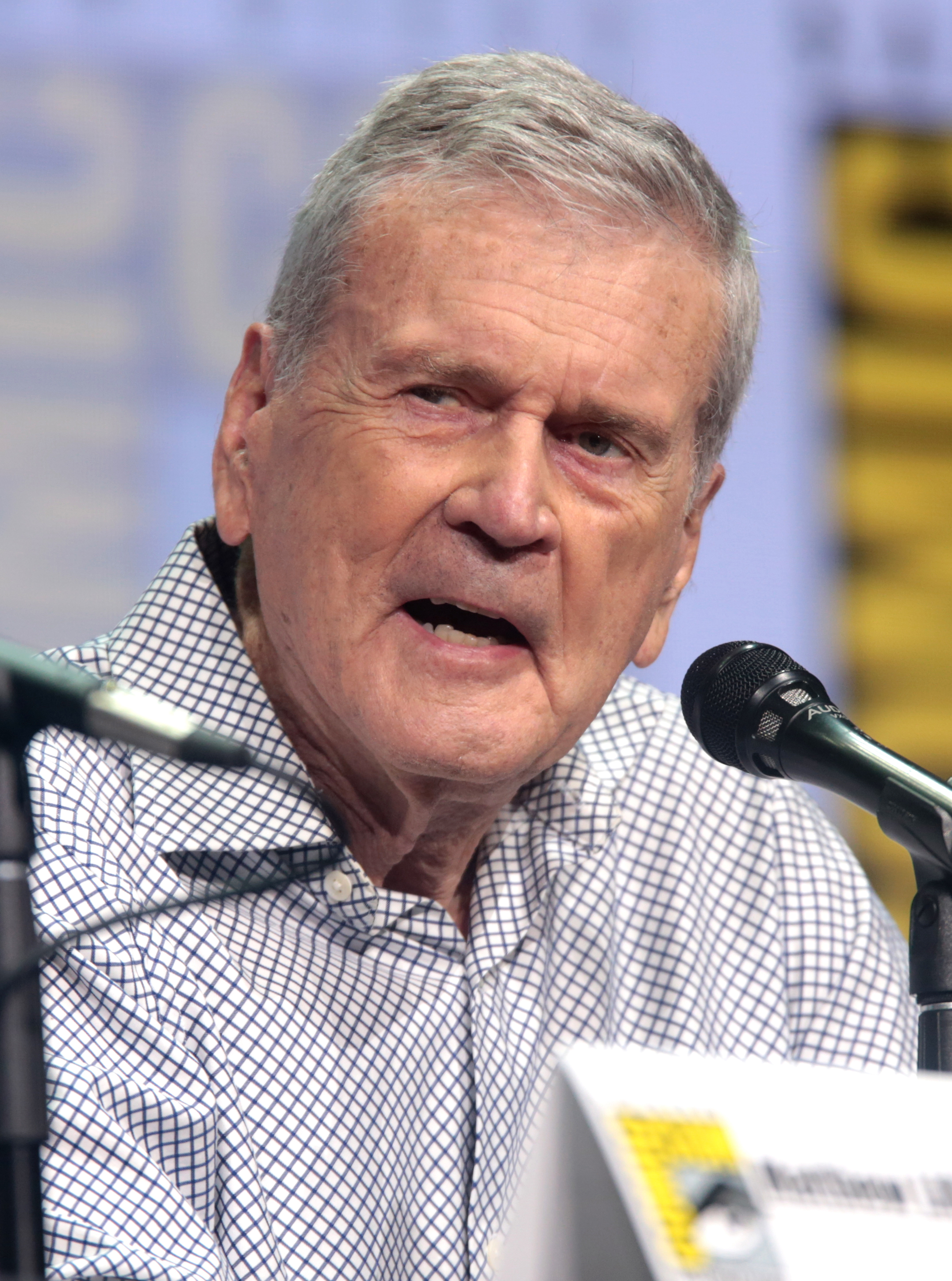
Don Murray (1929–2024)

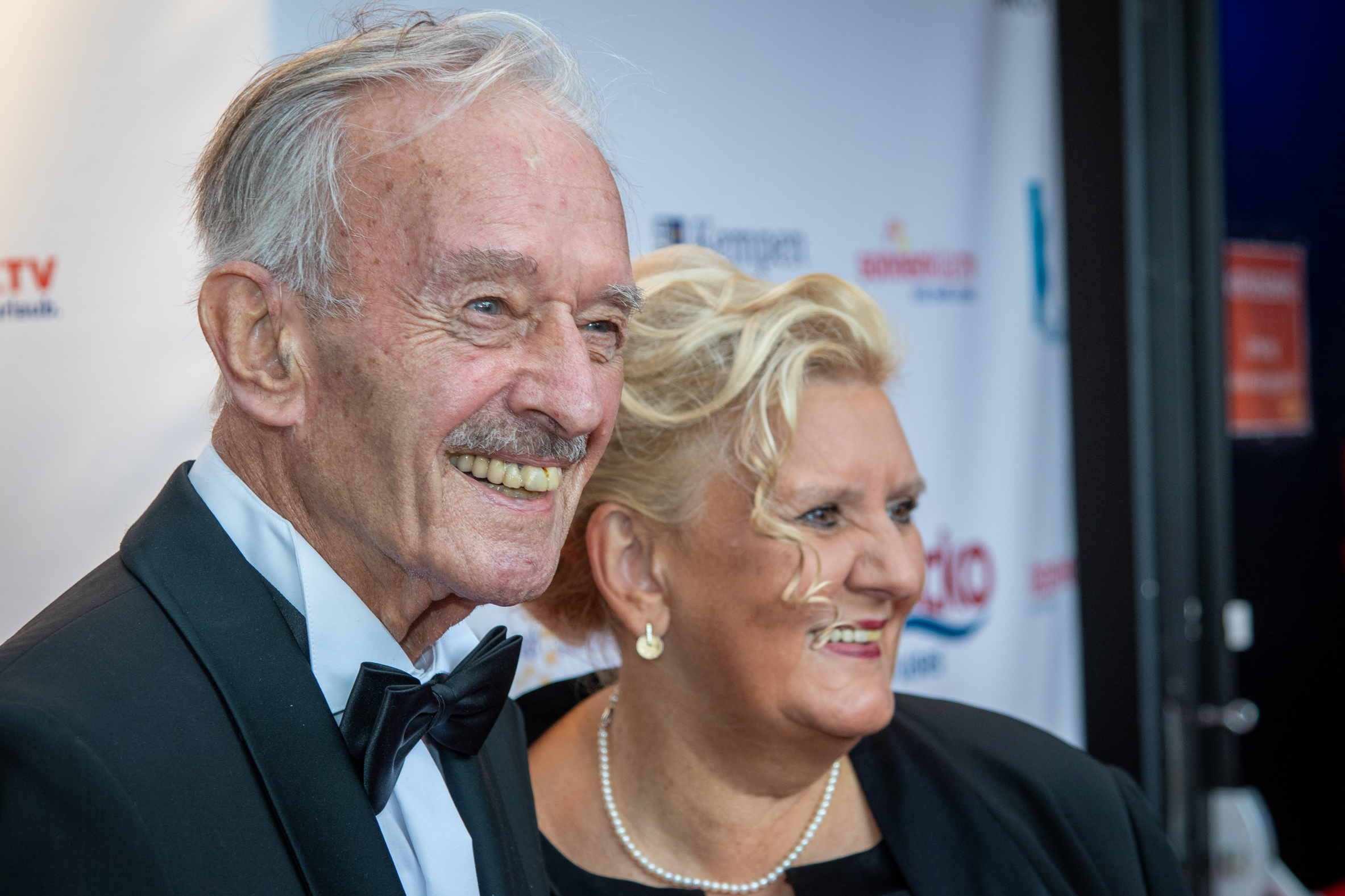
Horst Naumann (1925–2024)

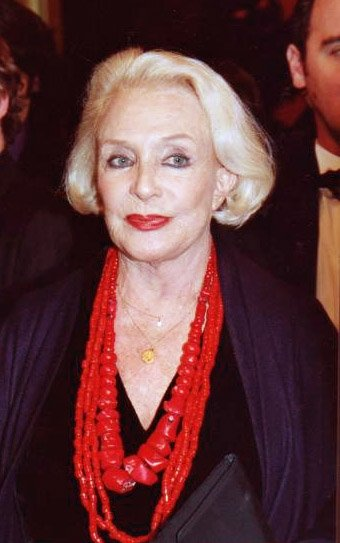
Micheline Presle (1922–2024)

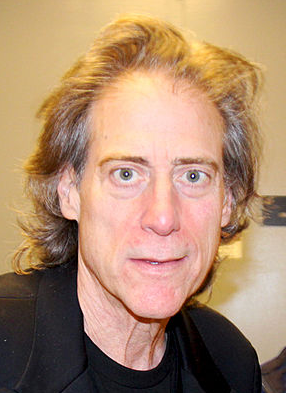
Richard Lewis (1947–2024)

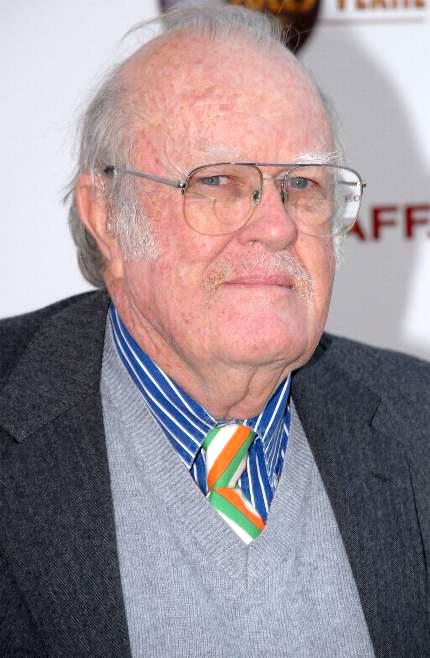
M. Emmet Walsh (1935–2024)

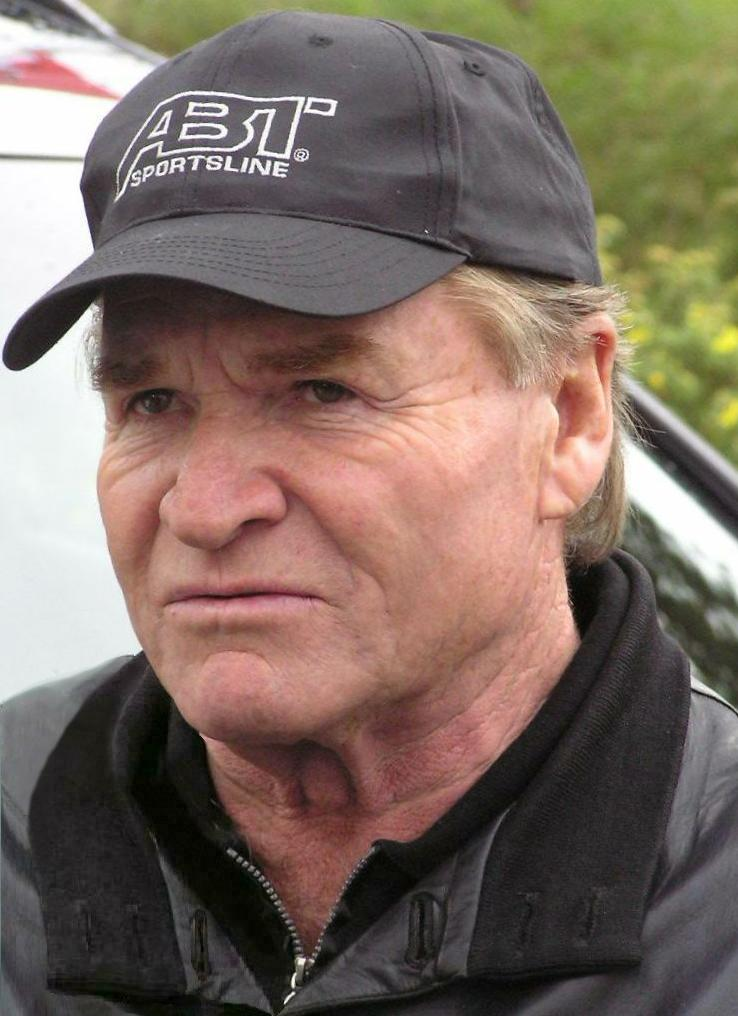
Fritz Wepper (1941–2024)

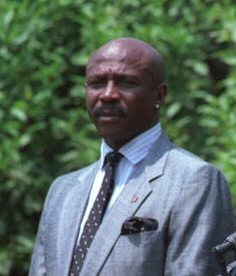
Louis Gossett Jr. (1936–2024)

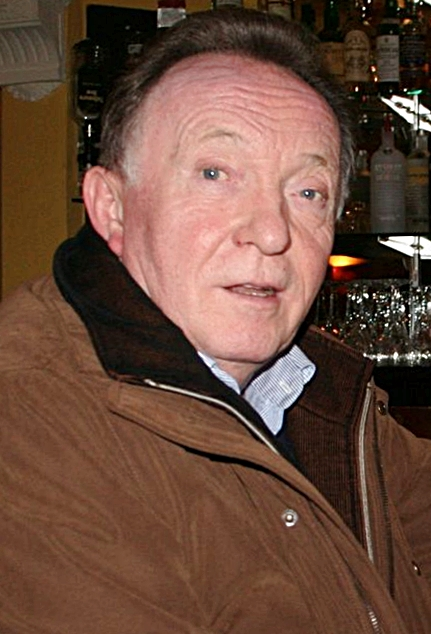
Peter Sodann (1936–2024)

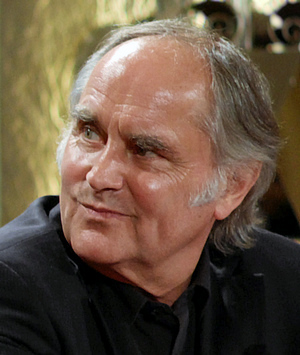
Michael Verhoeven (1938–2024)

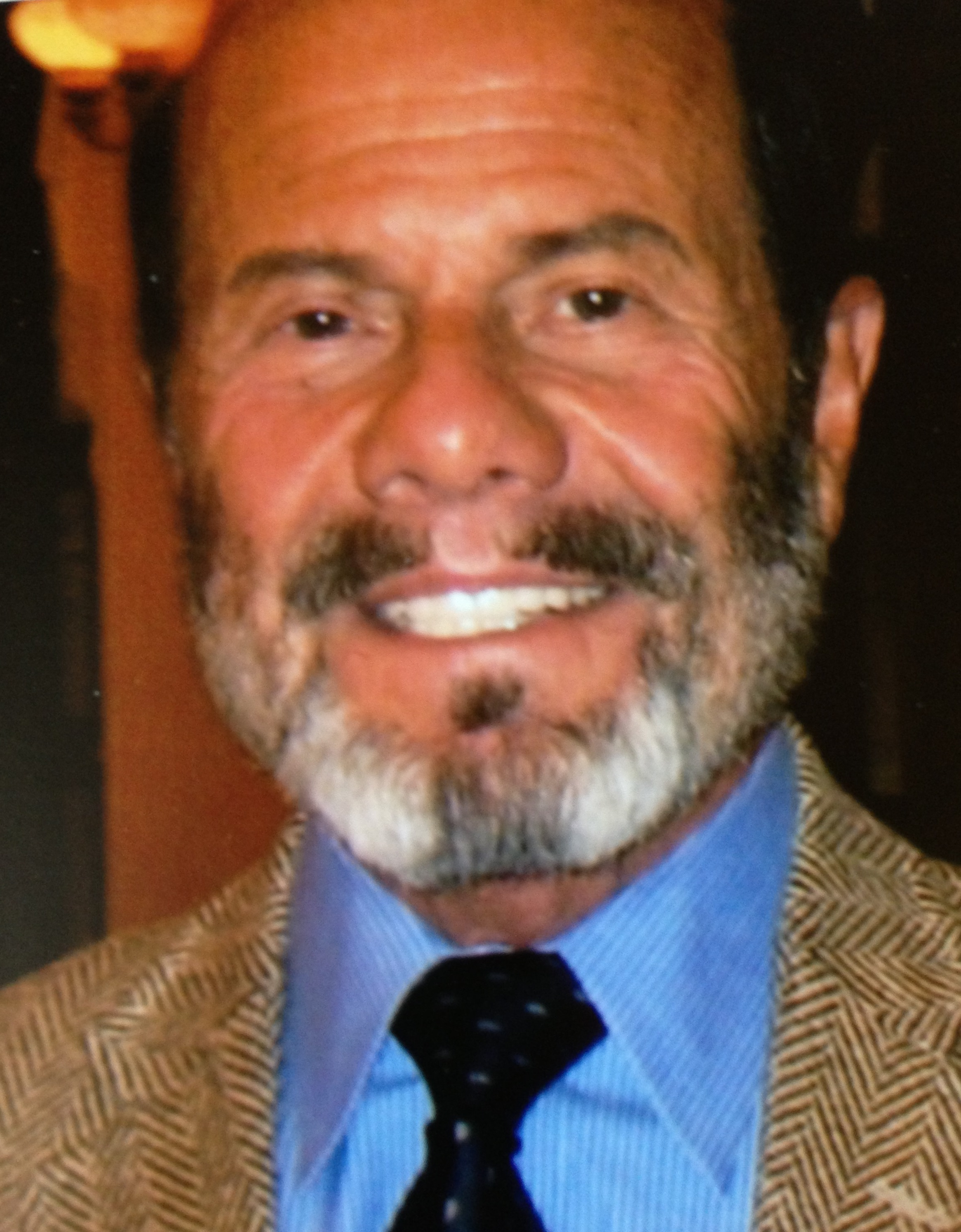
Zack Norman (1940–2024)

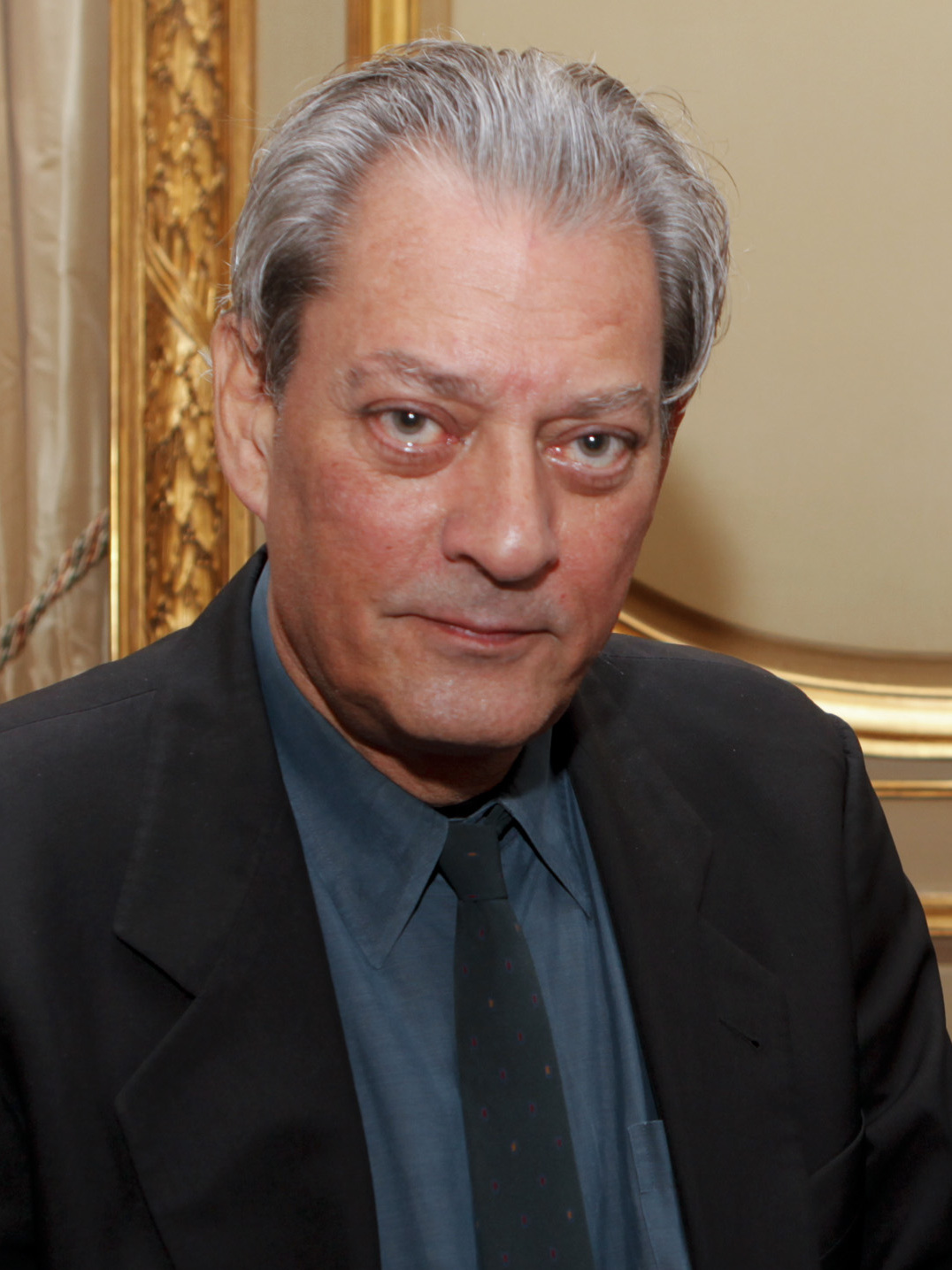
Paul Auster (1947–2024)

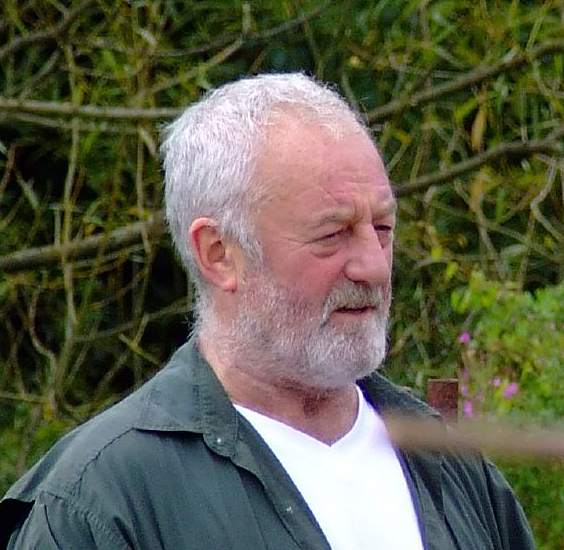
Bernard Hill (1944–2024)

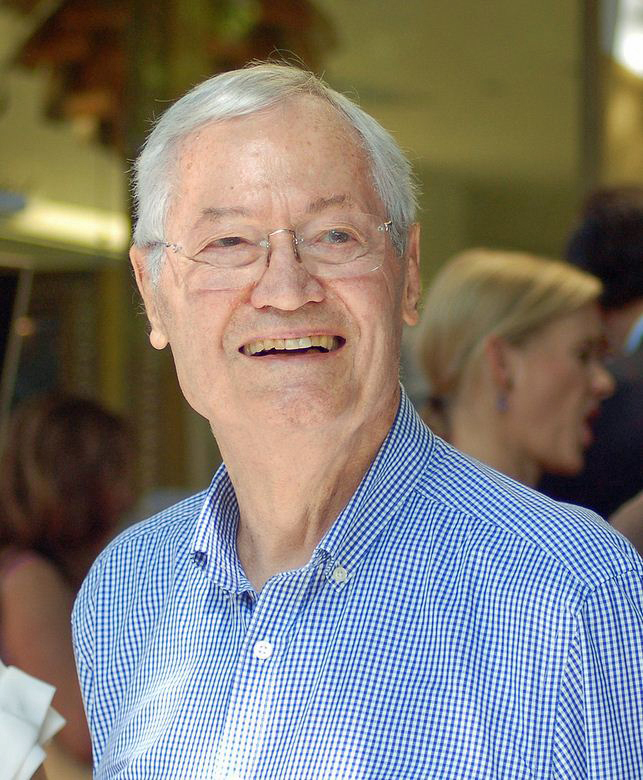
Roger Corman (1926–2024)

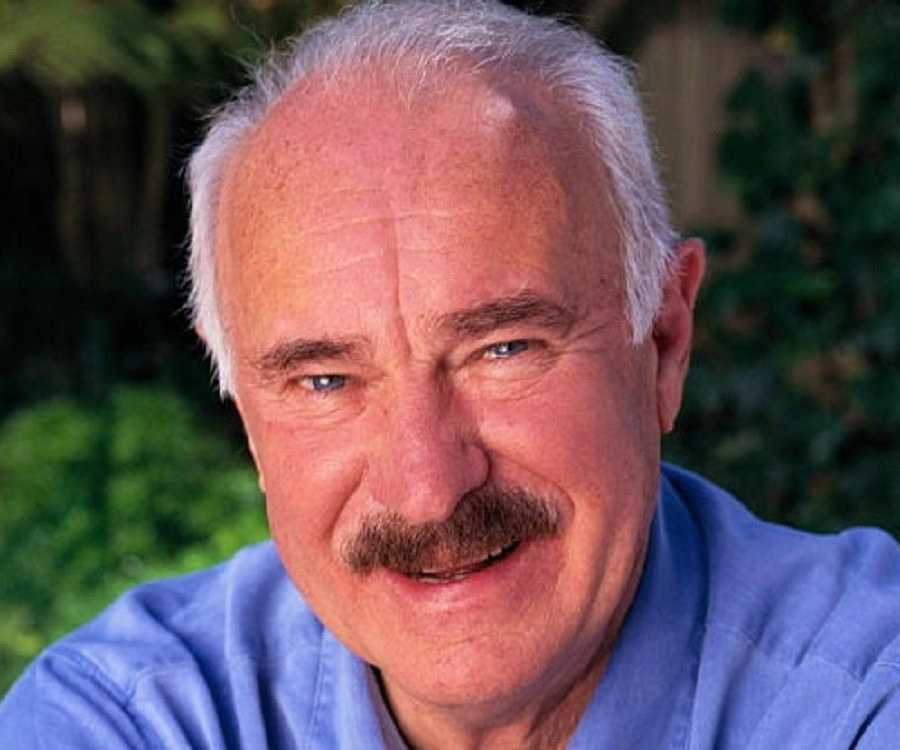
Dabney Coleman (1932–2024)

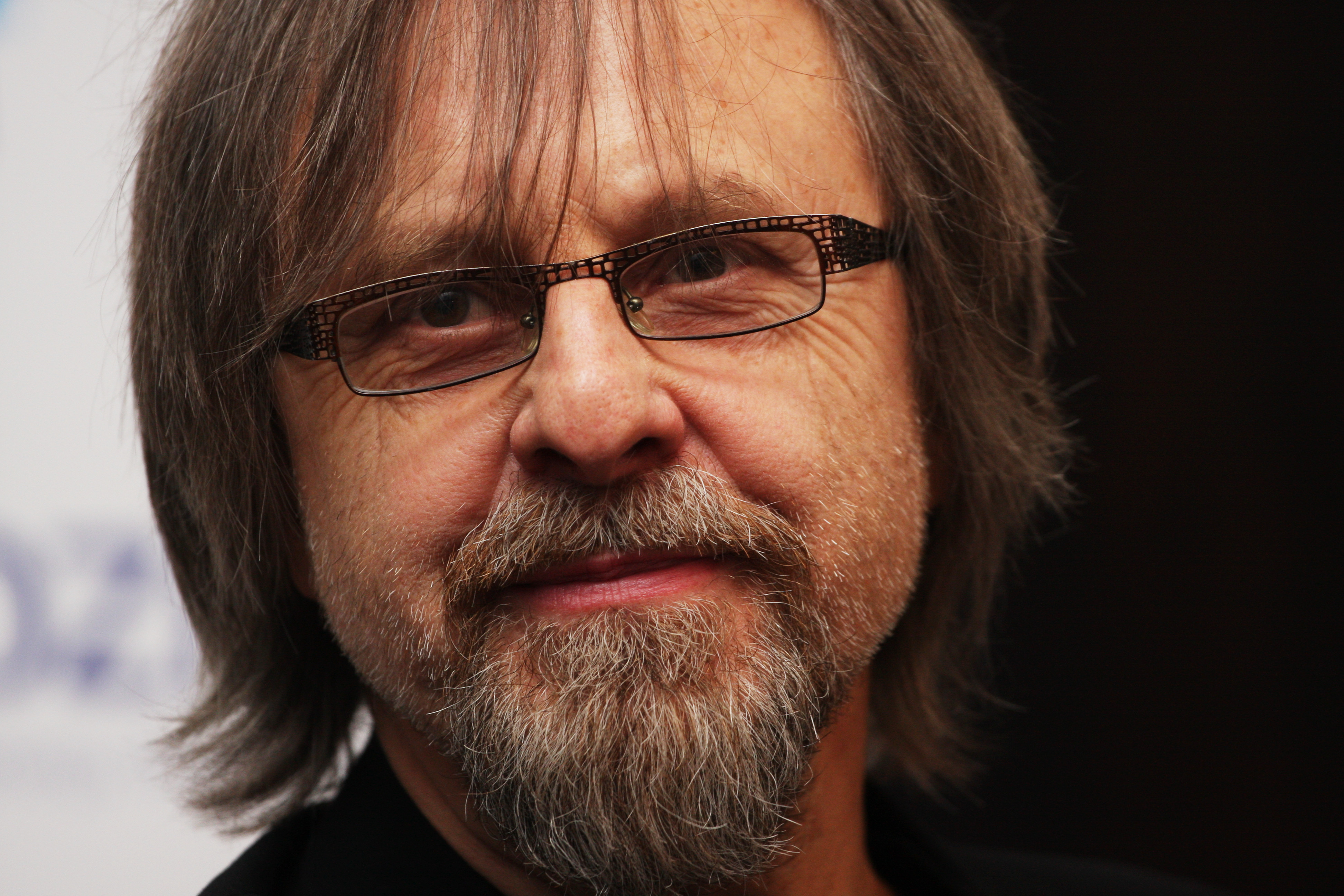
Jan A. P. Kaczmarek (1953–2024)

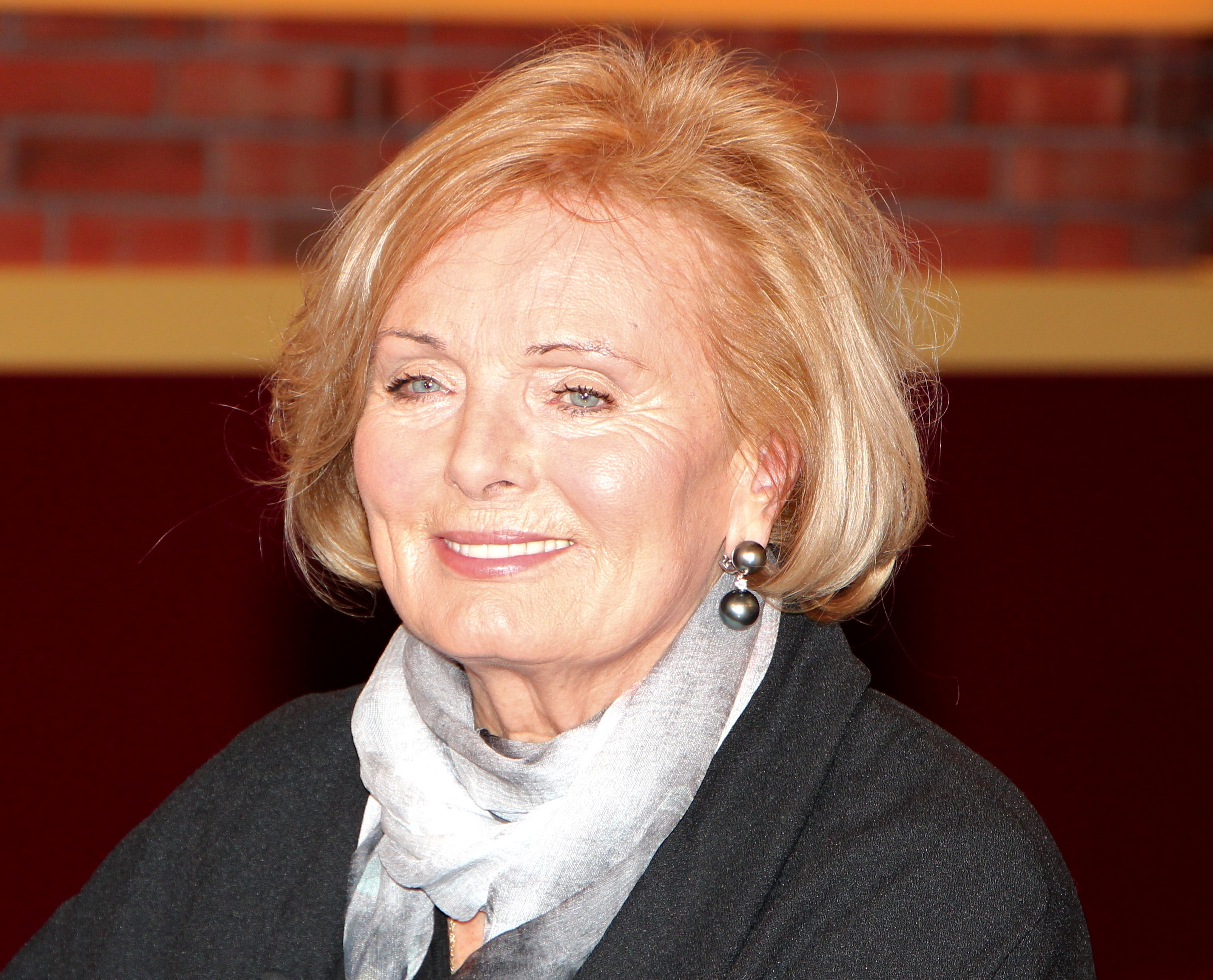
Ruth Maria Kubitschek (1931–2024)

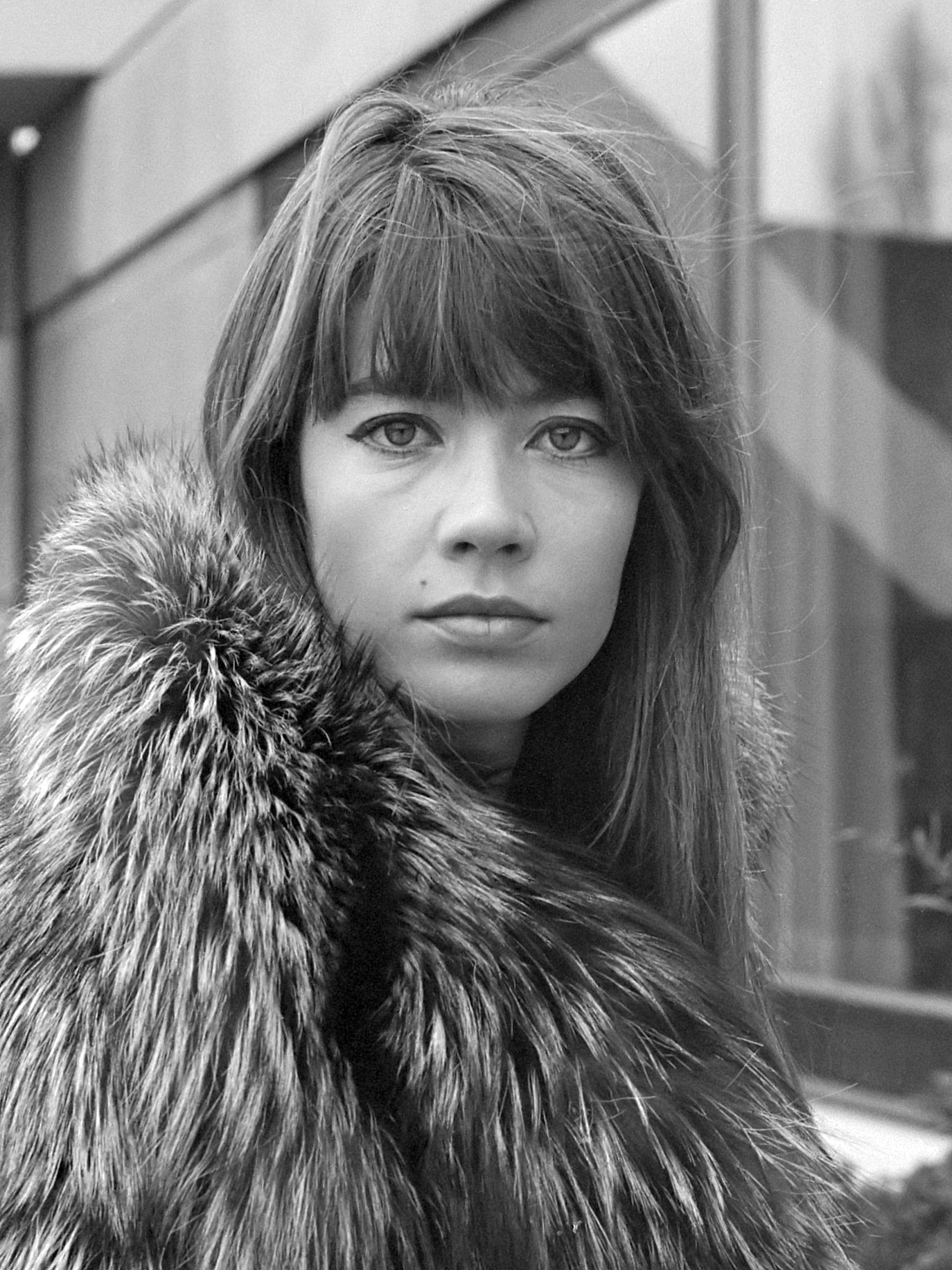
Françoise Hardy (1944–2024)

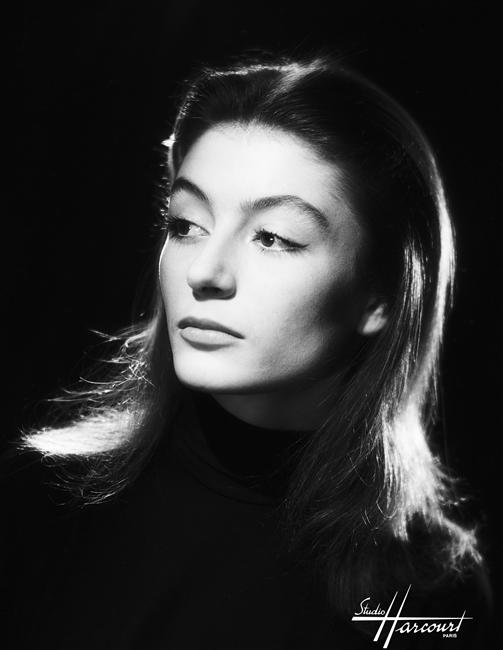
Anouk Aimée (1932–2024)

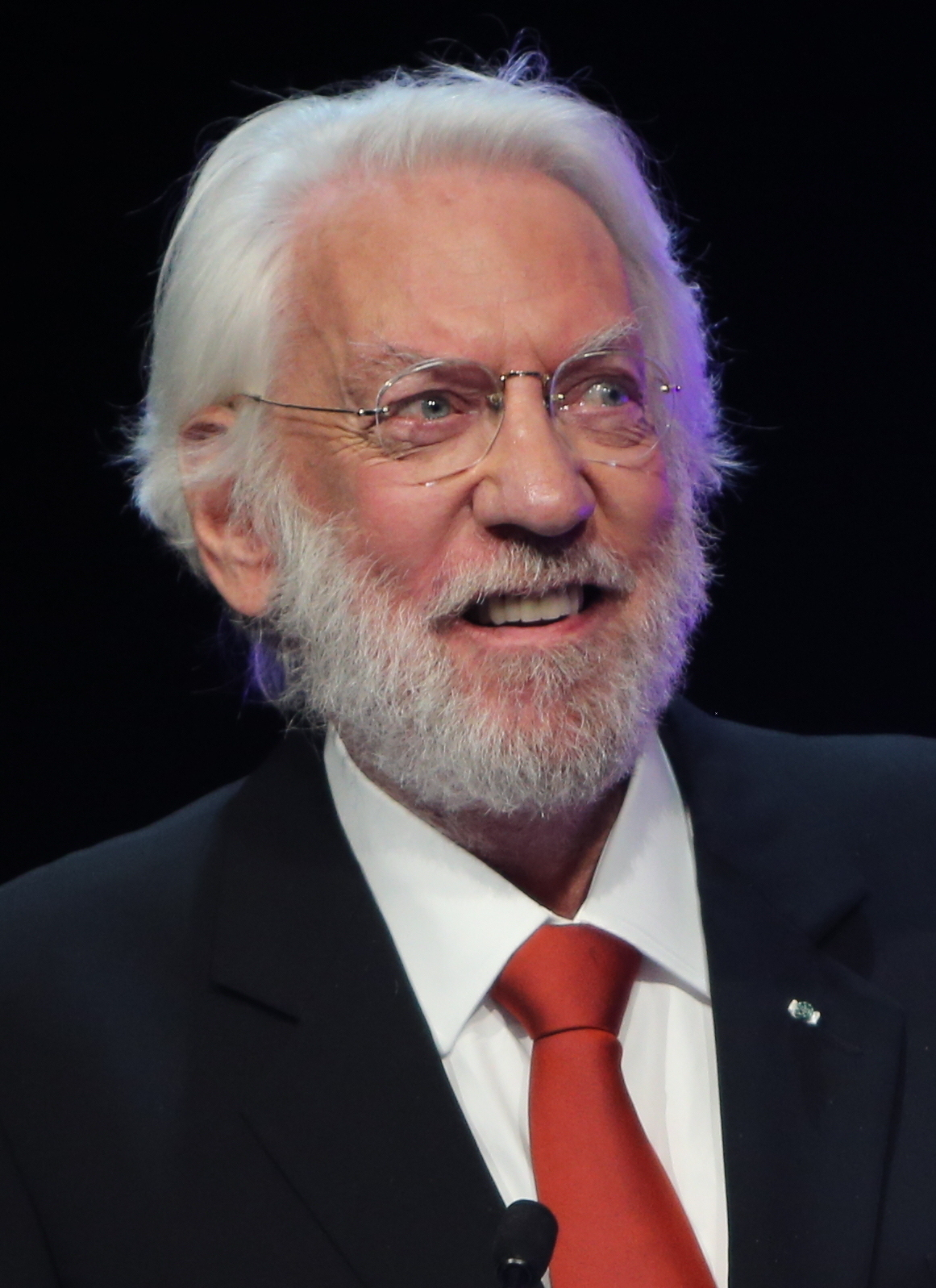
Donald Sutherland (1935–2024)

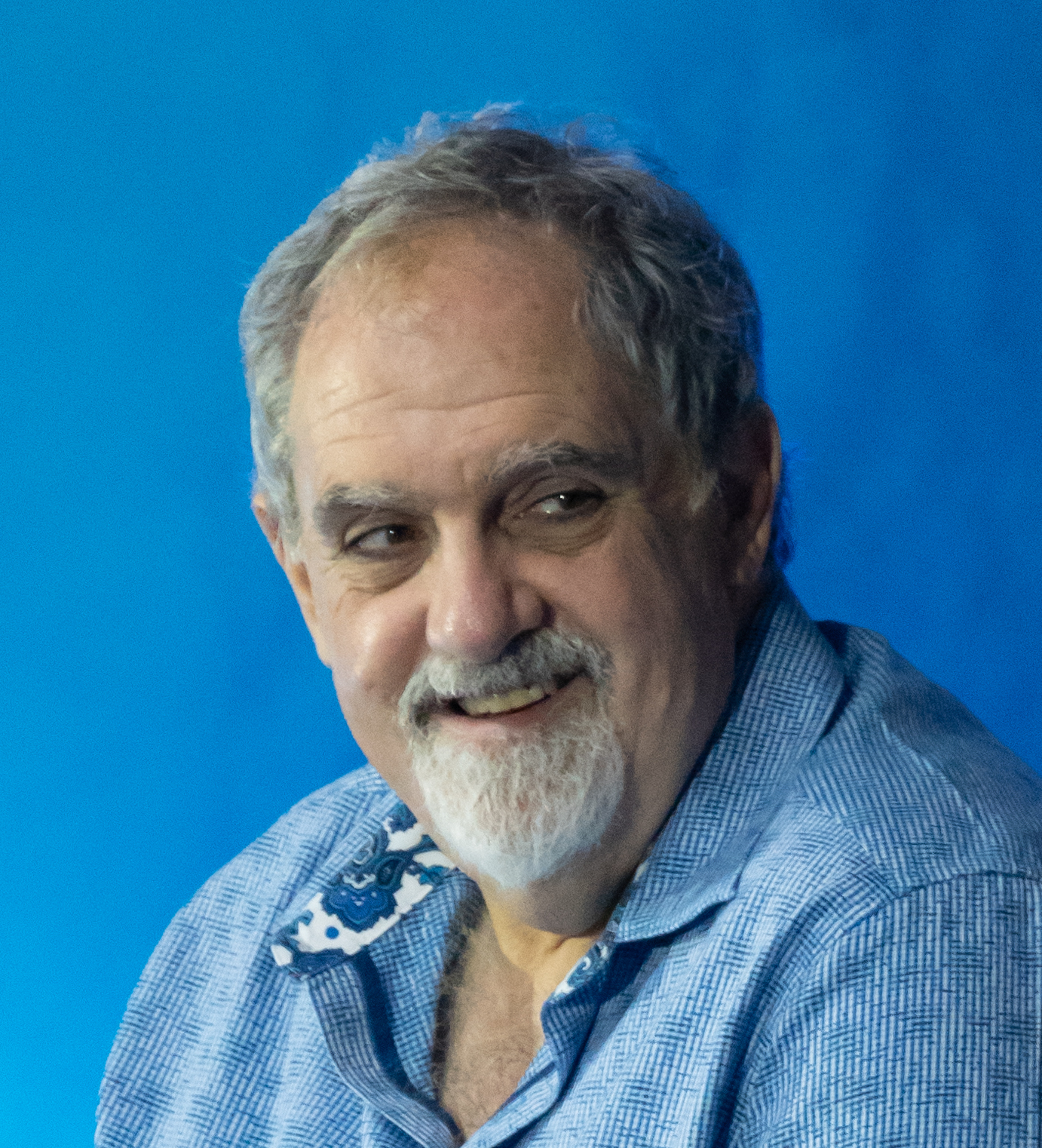
Jon Landau (1960–2024)

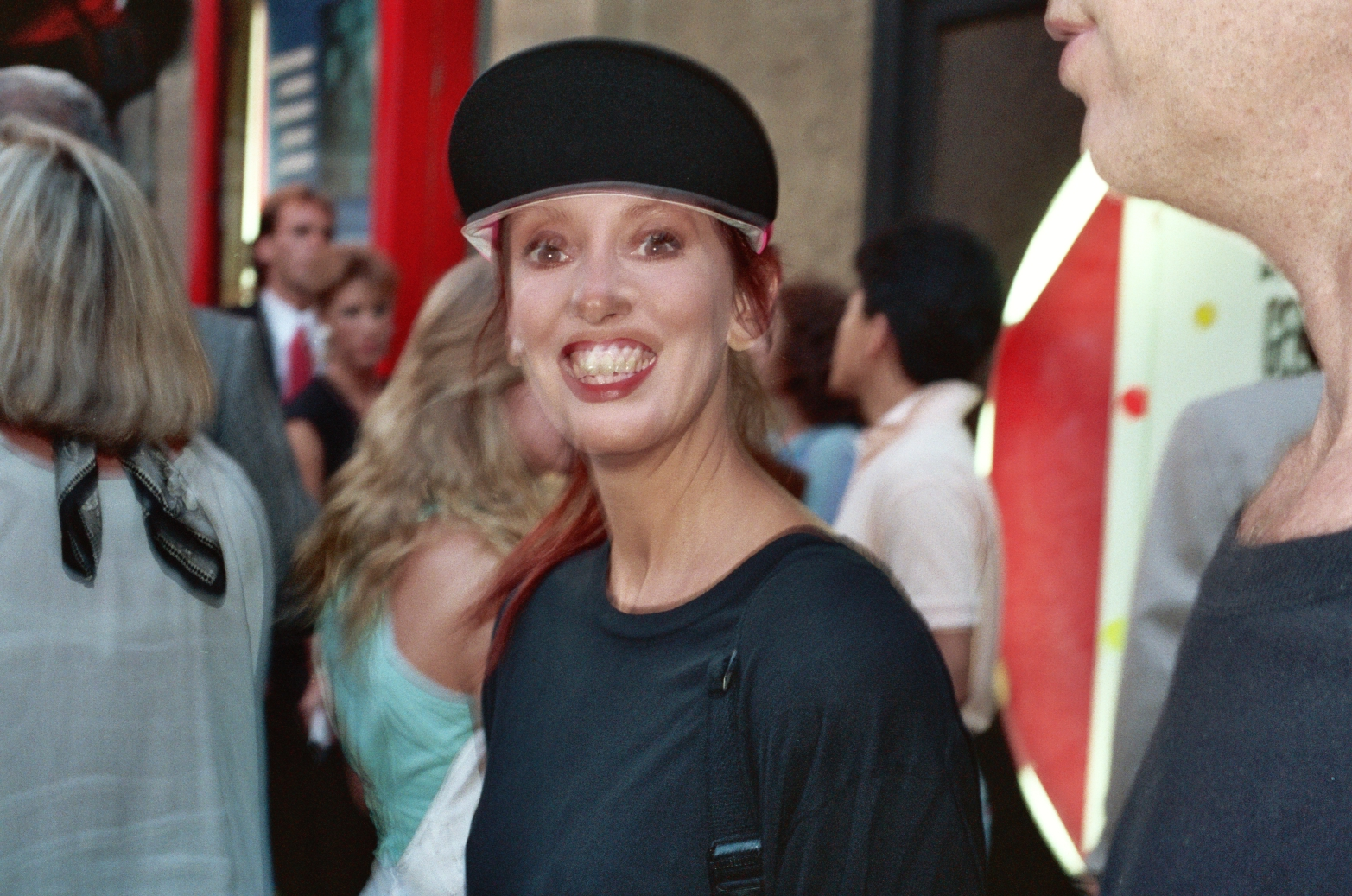
Shelley Duvall (1949–2024)

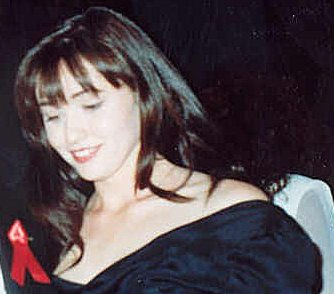
Shannen Doherty (1971–2024)

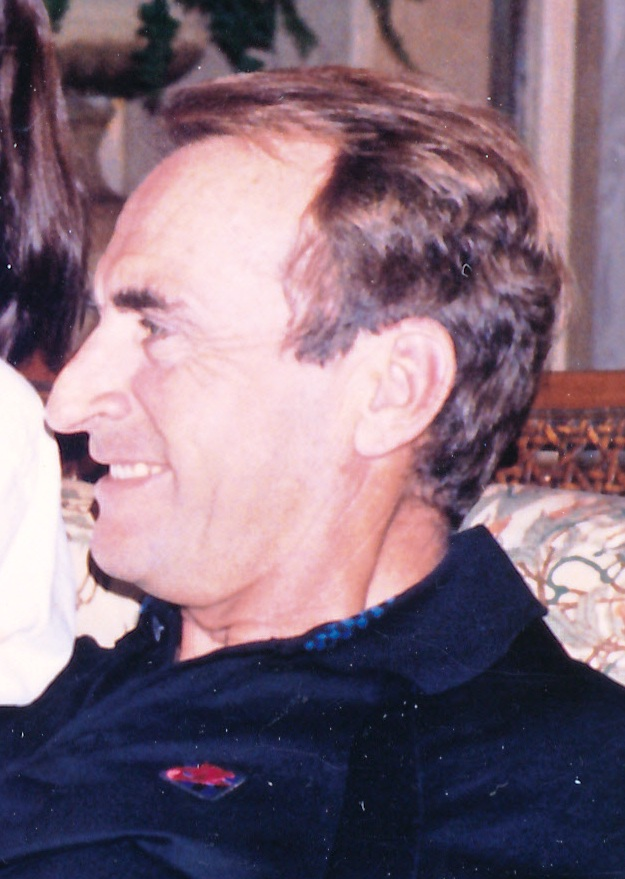
James B. Sikking (1934–2024)

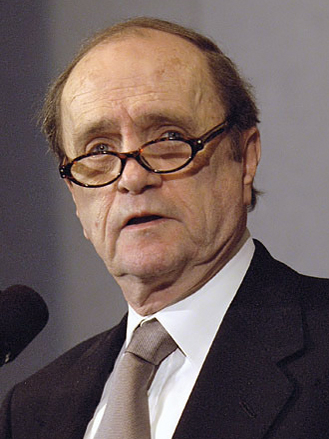
Bob Newhart (1929–2024)

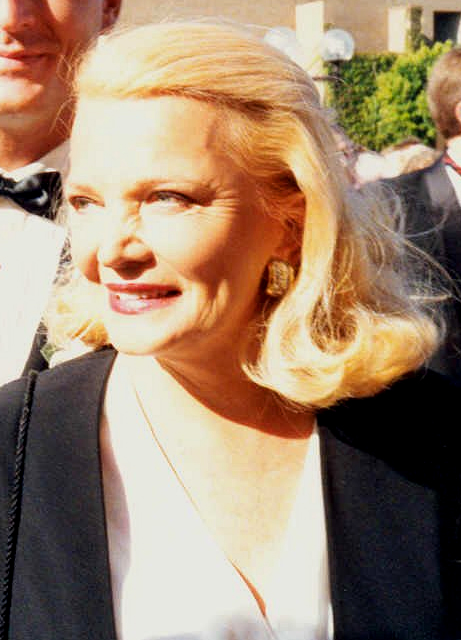
Gena Rowlands (1930–2024)

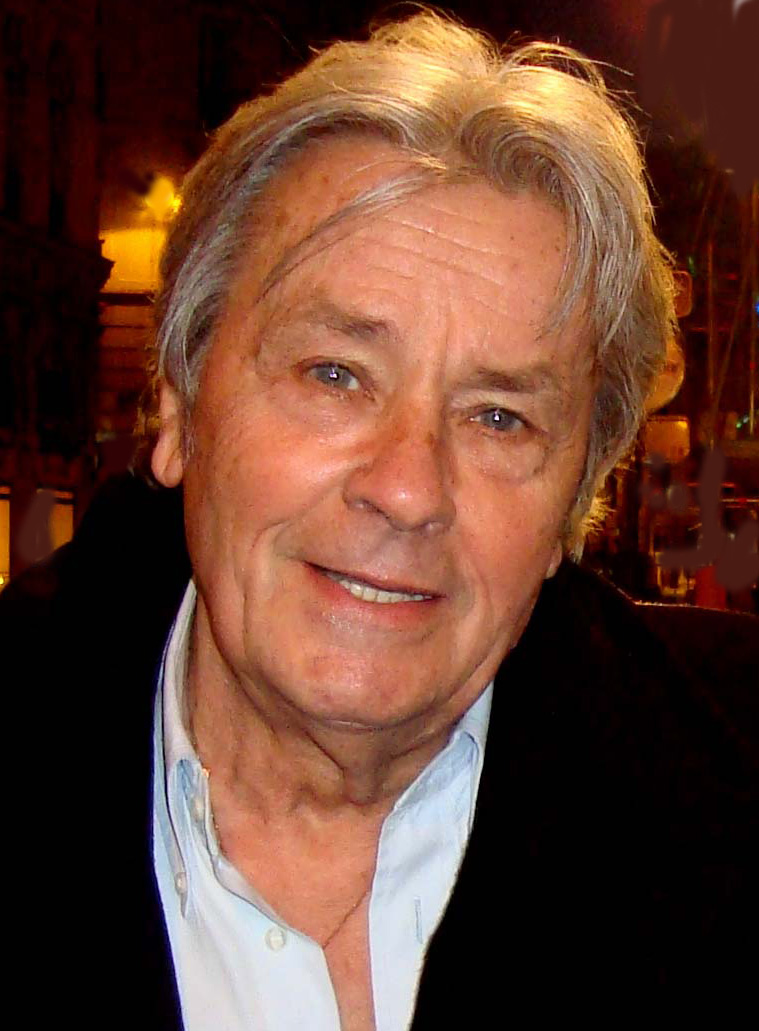
Alain Delon (1935–2024)

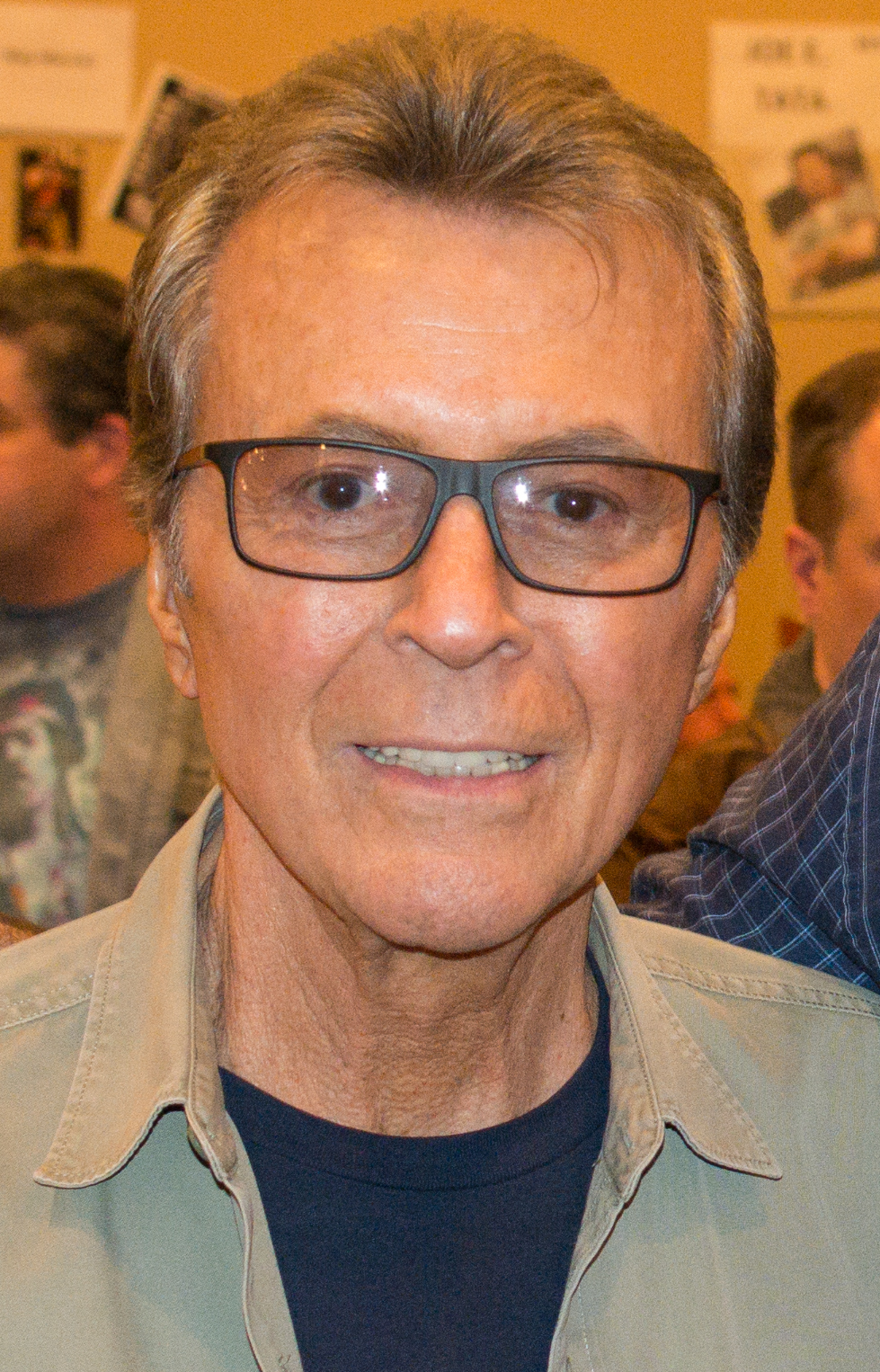
James Darren (1936–2024)

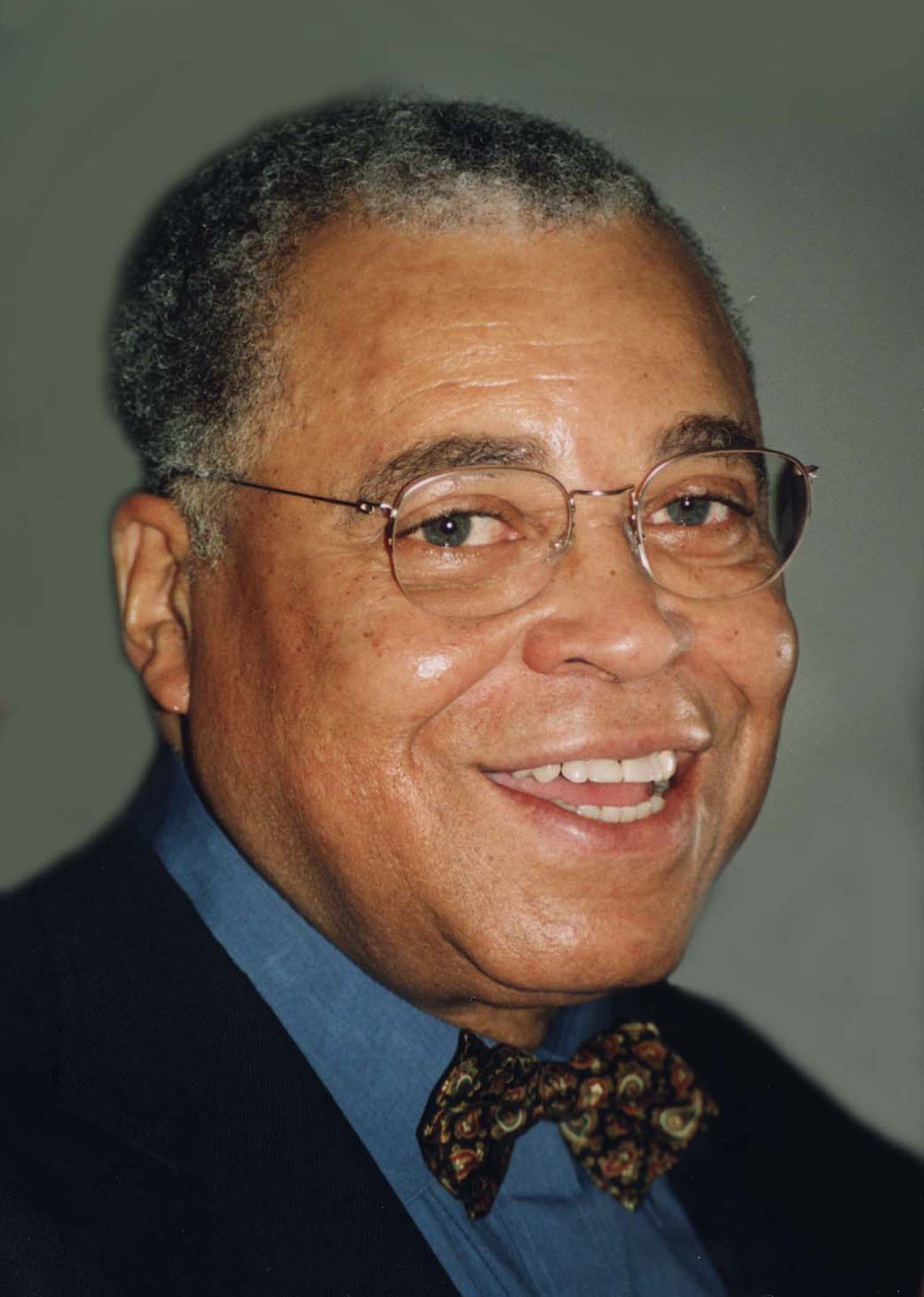
James Earl Jones (1931–2024)

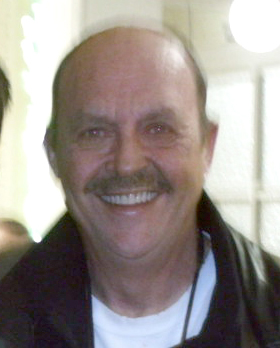
John Ashton (1948–2024)

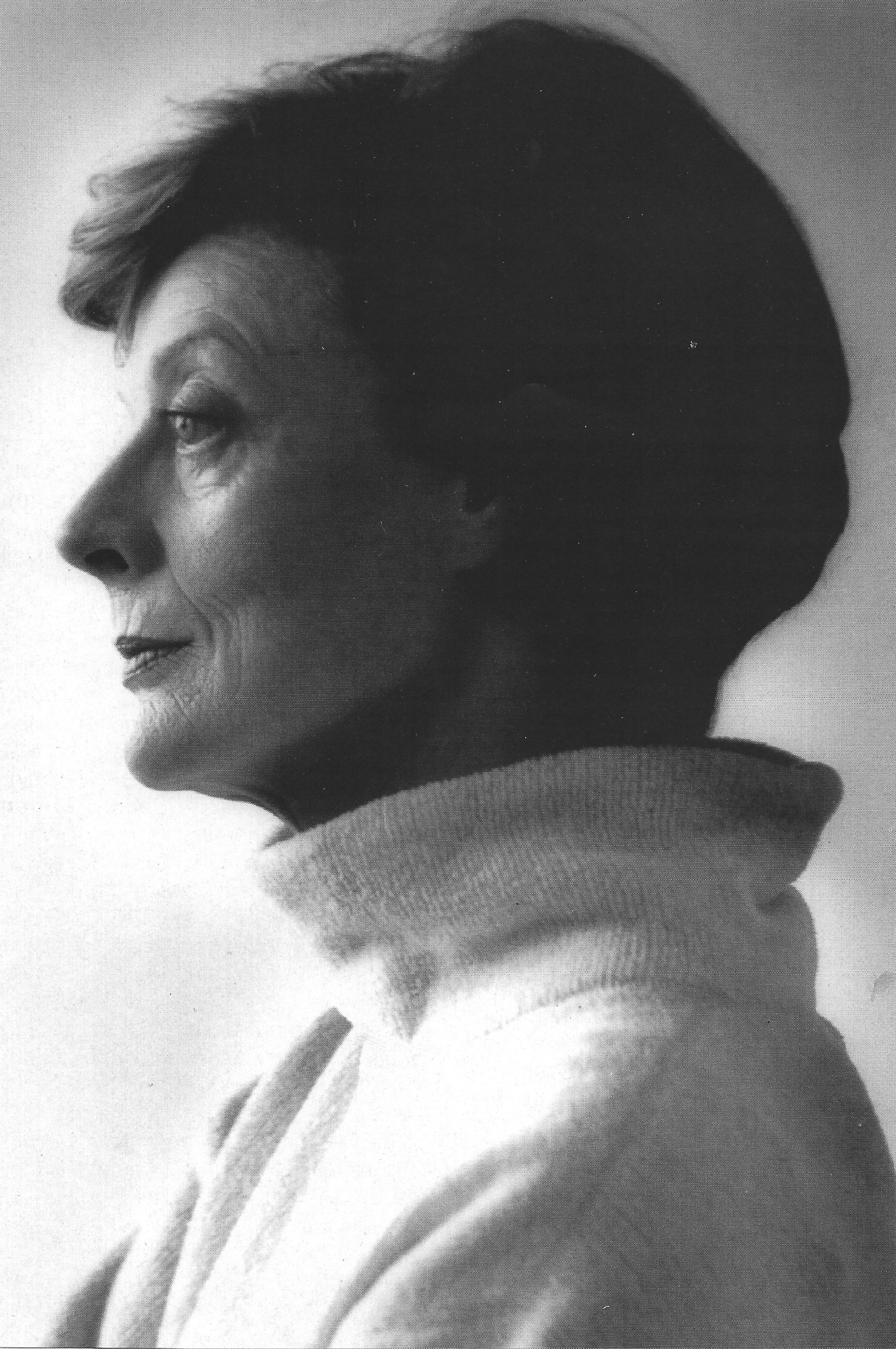
Maggie Smith (1934–2024)

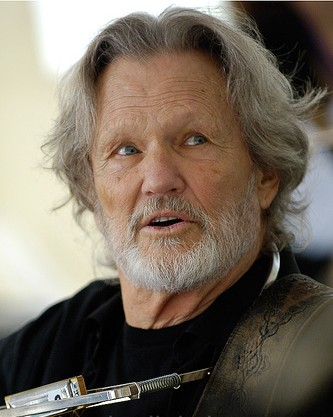
Kris Kristofferson (1936–2024)

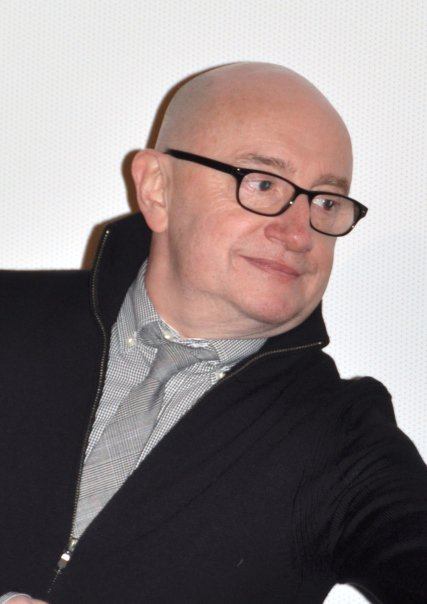
Michel Blanc (1952–2024)

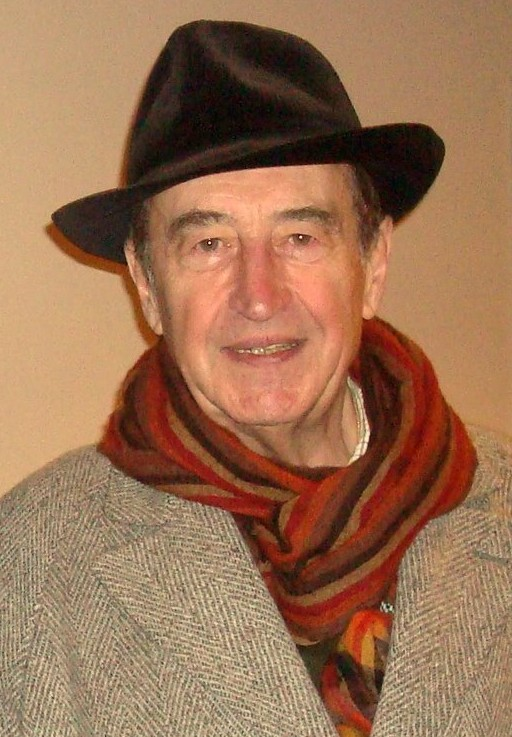
Pierre Vernier (1931–2024)

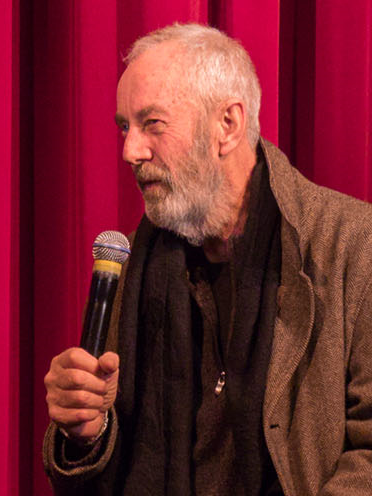
Dick Pope (1947–2024)

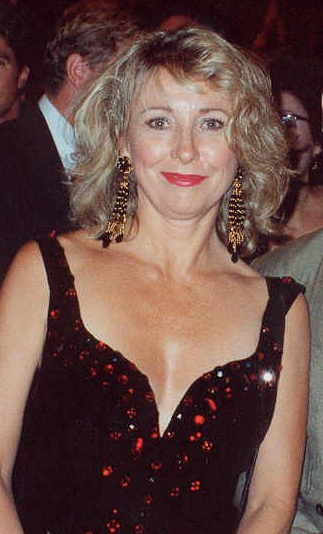
Teri Garr (1944–2024)

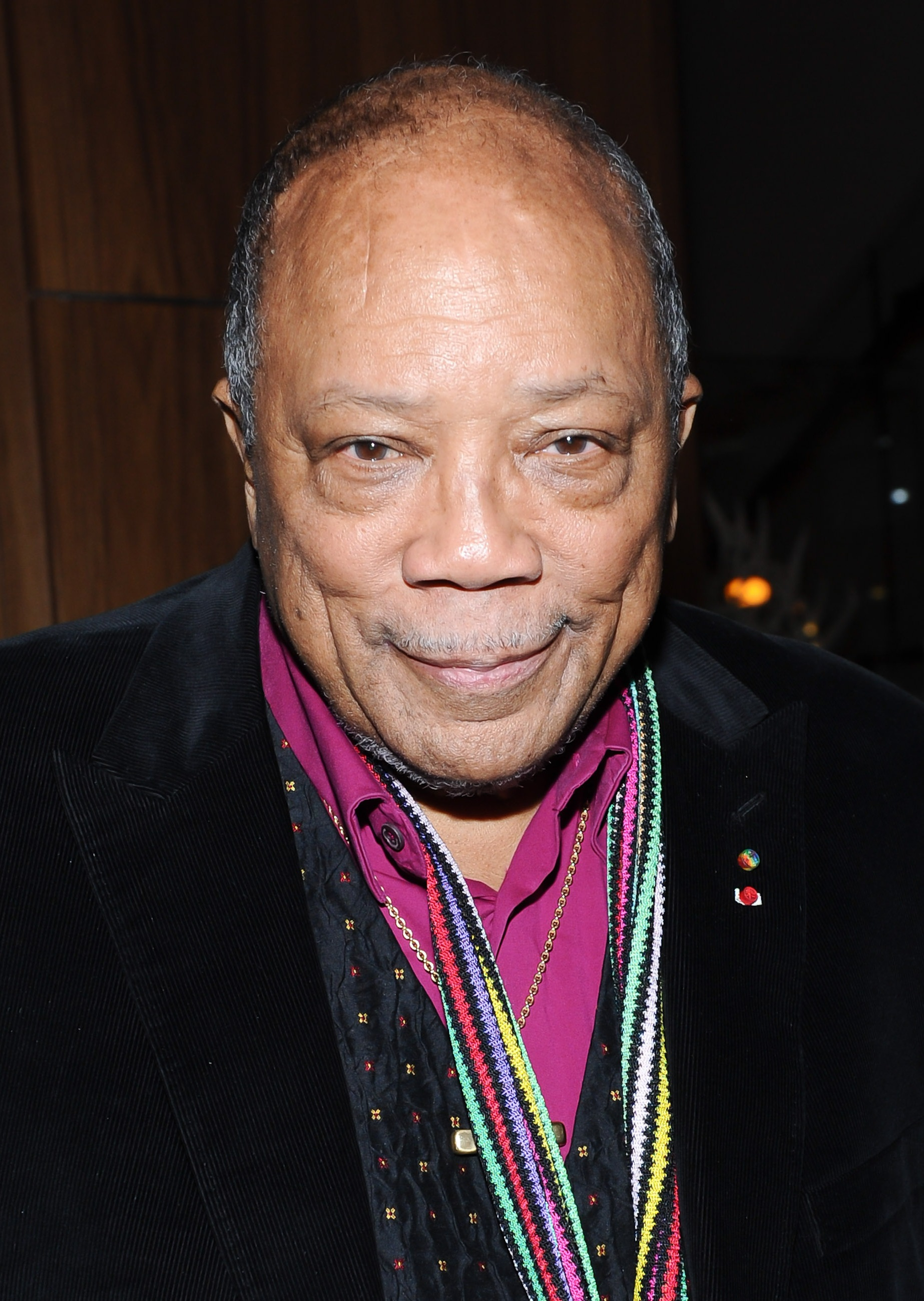
Quincy Jones (1933–2024)

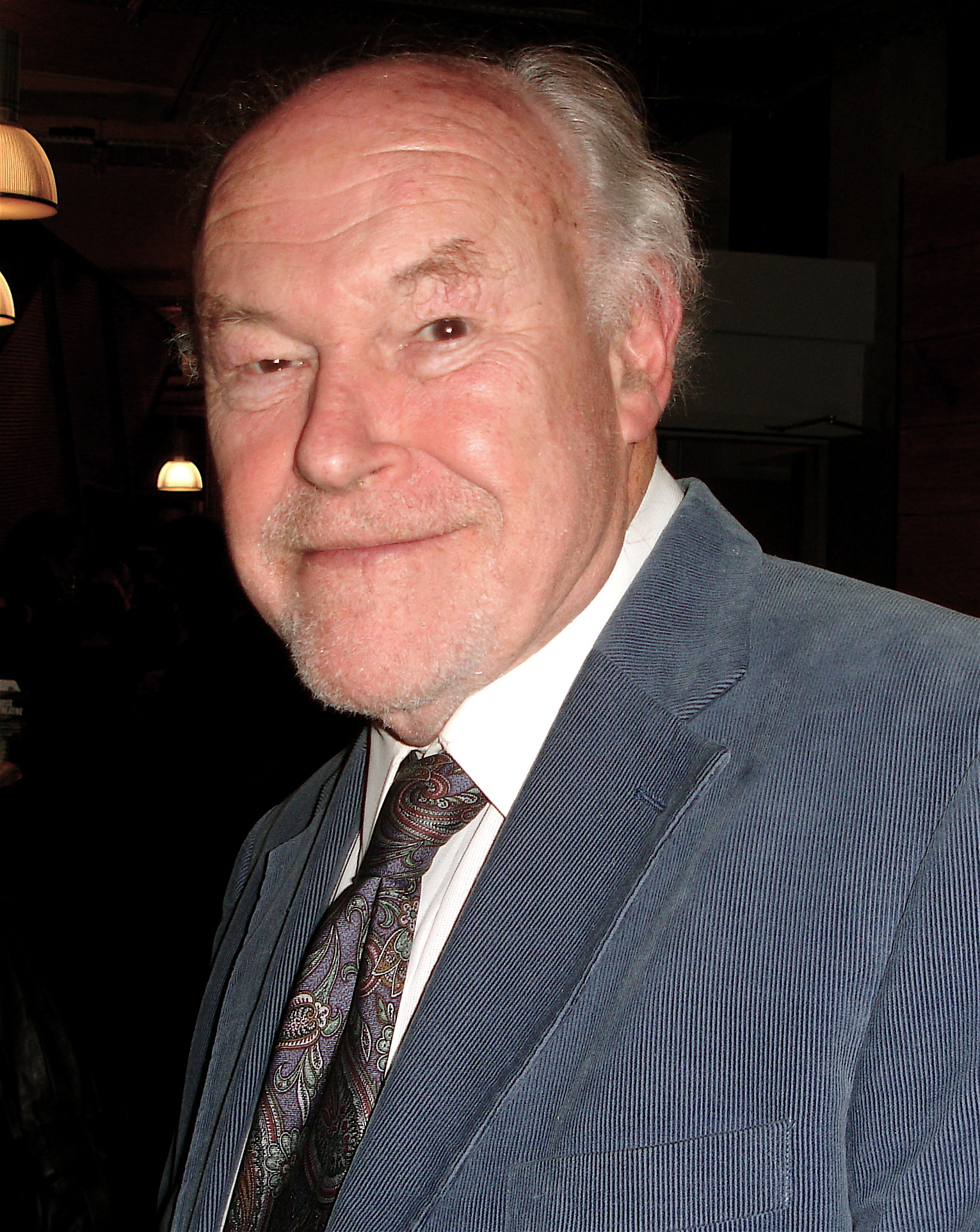
Timothy West (1934–2024)

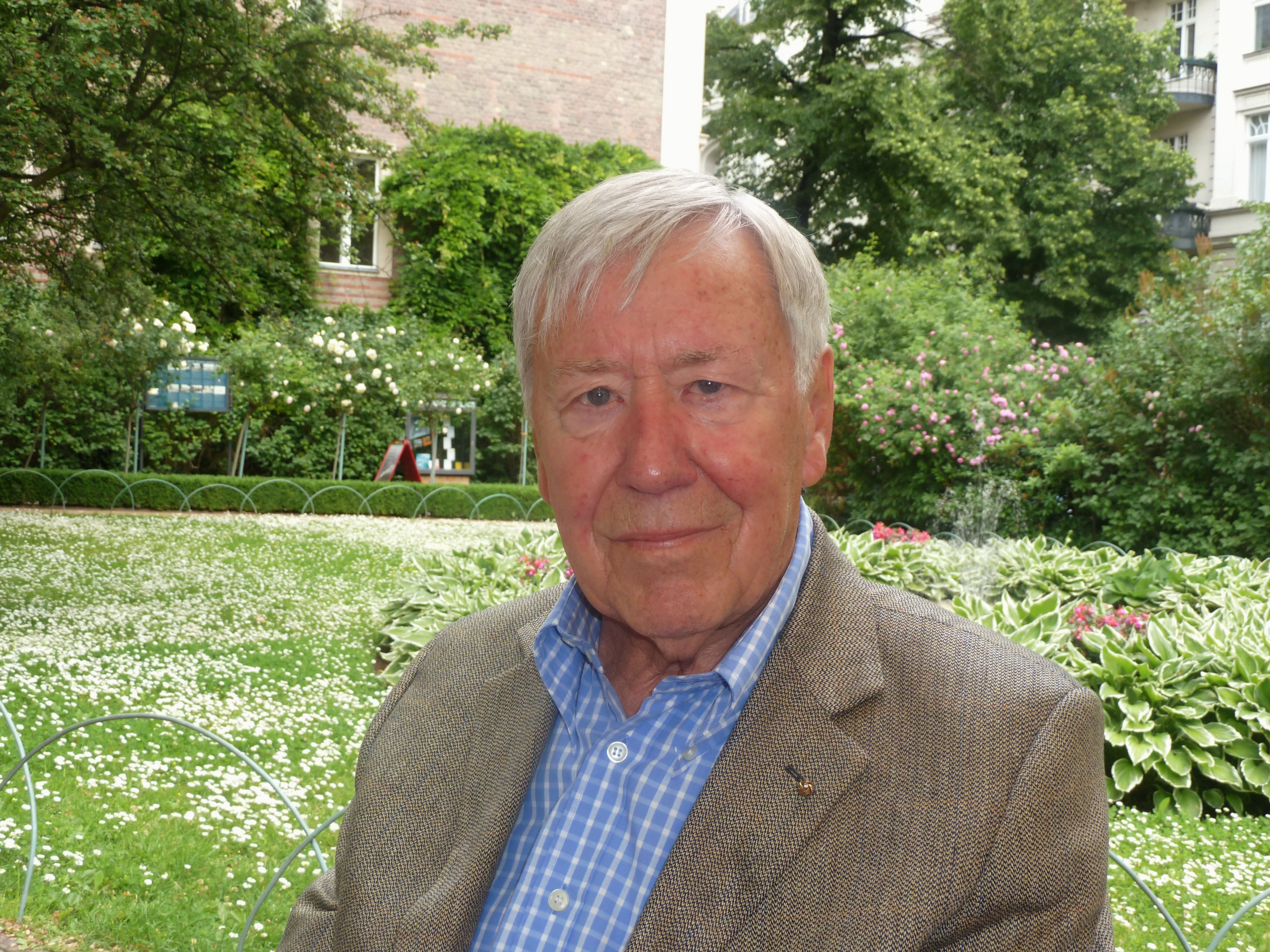
Jürgen Thormann (1928–2024)

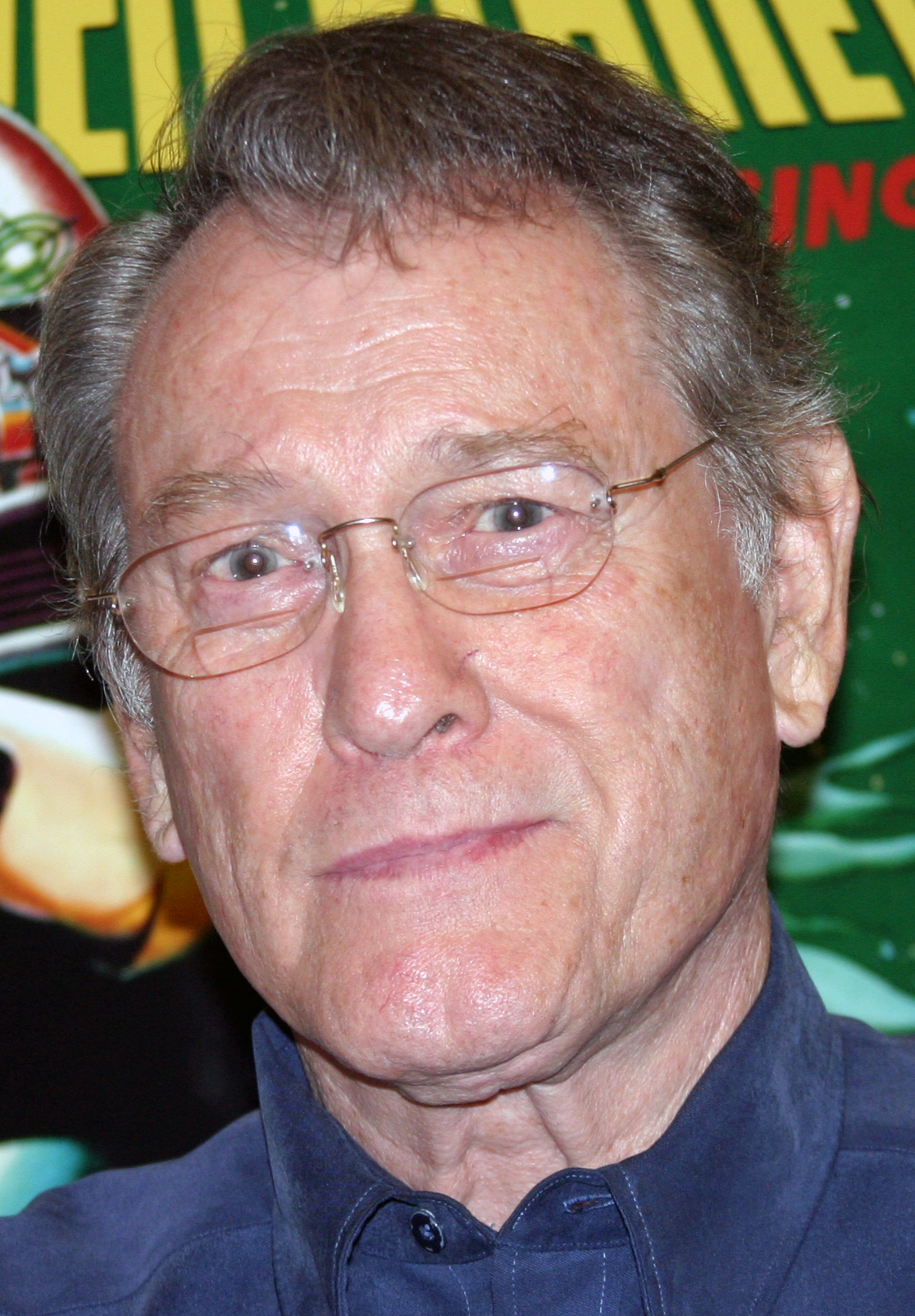
Earl Holliman (1928–2024)

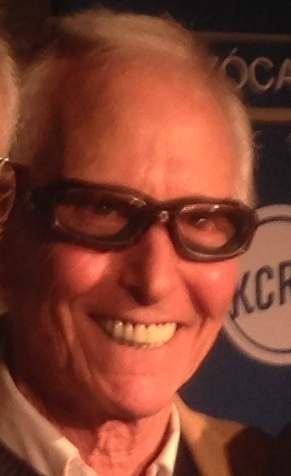
Jim Abrahams (1944–2024)

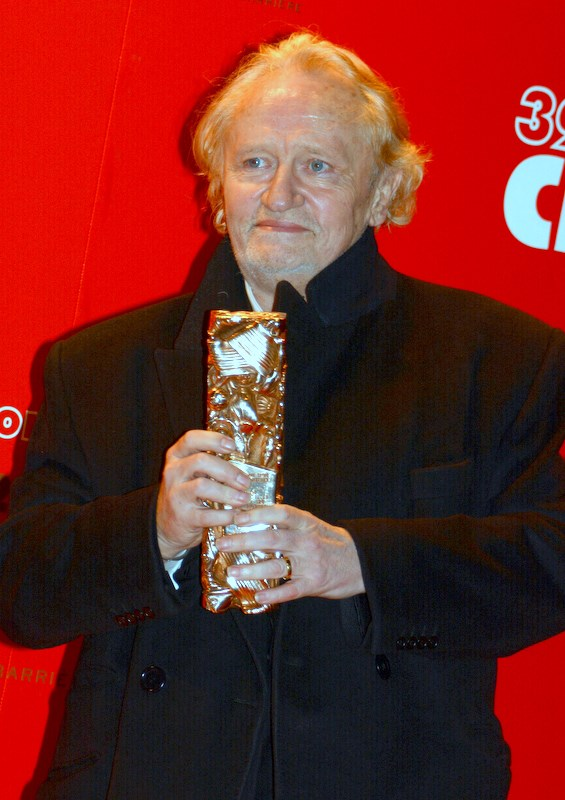
Niels Arestrup (1949–2024)

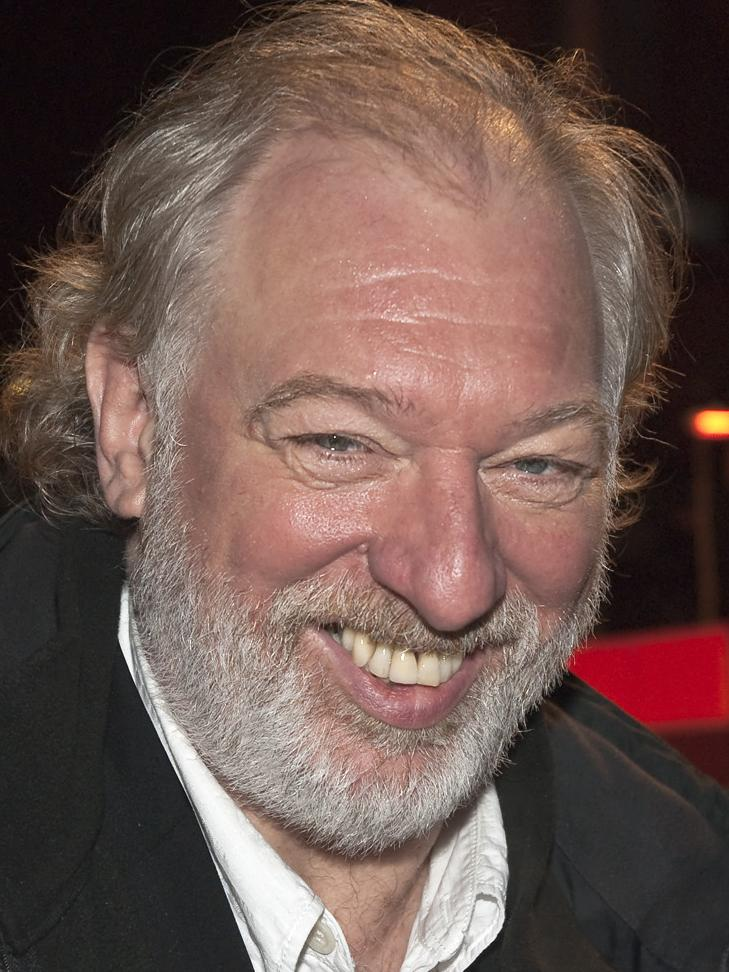
Wolfgang Becker (1954–2024)

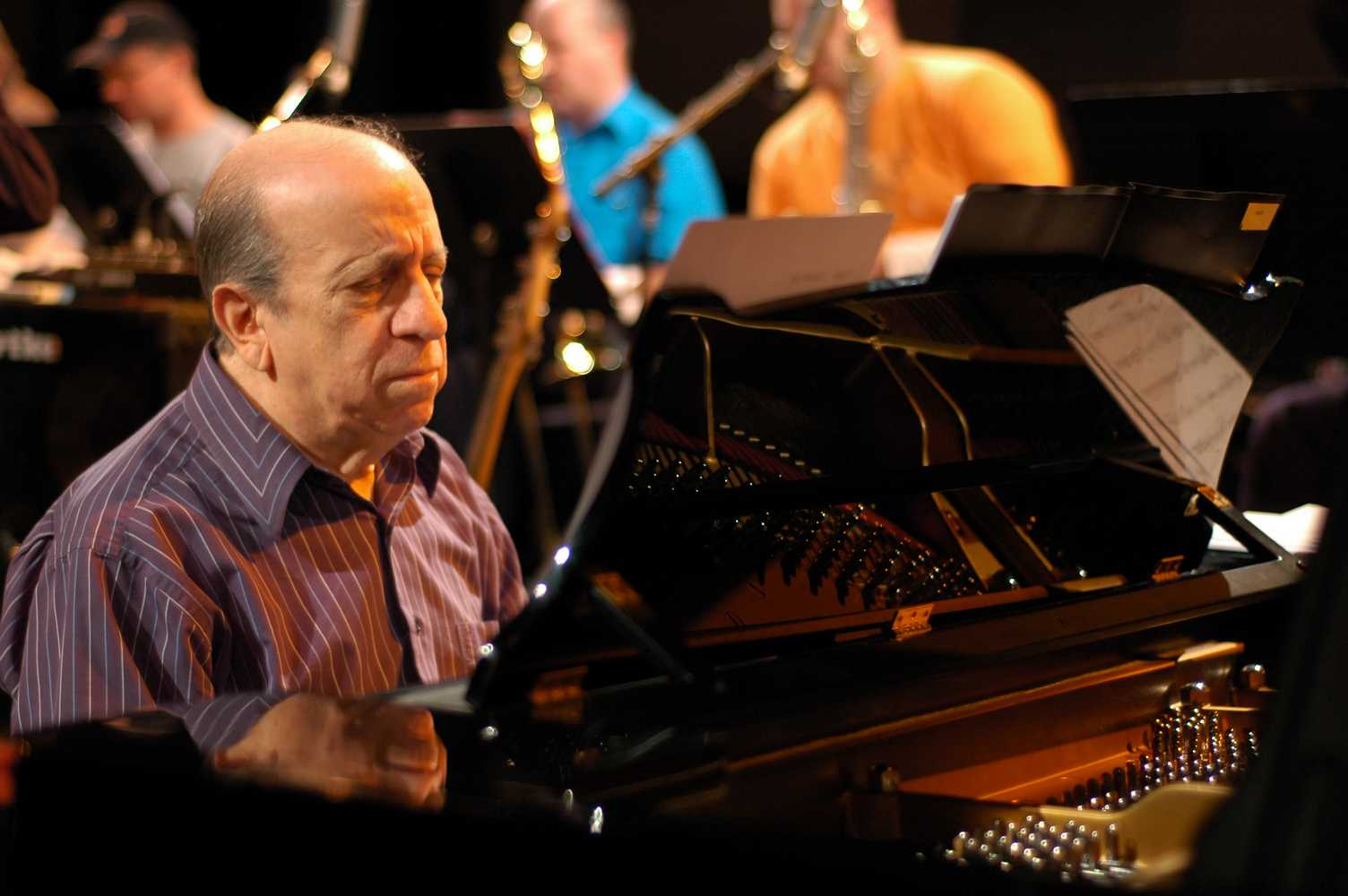
Martial Solal (1927–2024)

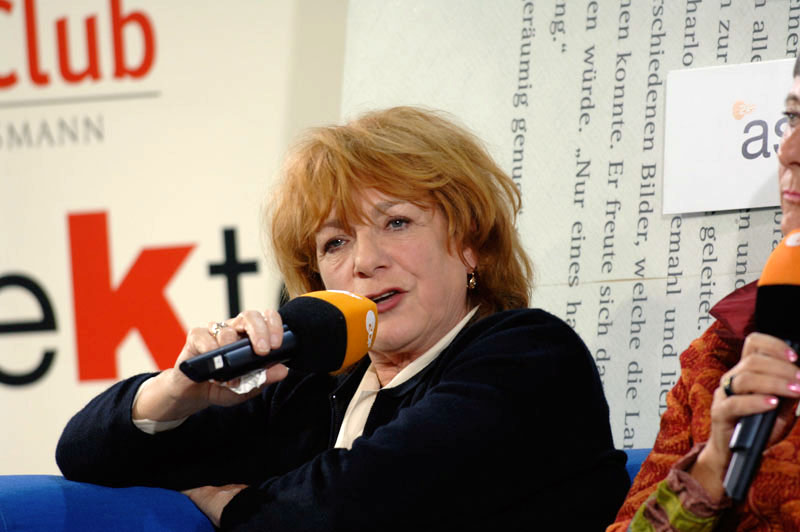
Hannelore Hoger (1942–2024)

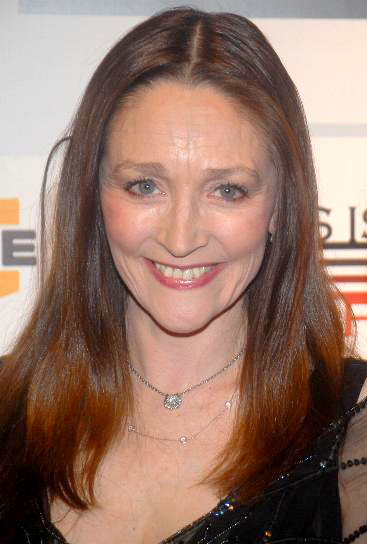
Olivia Hussey (1951–2024)

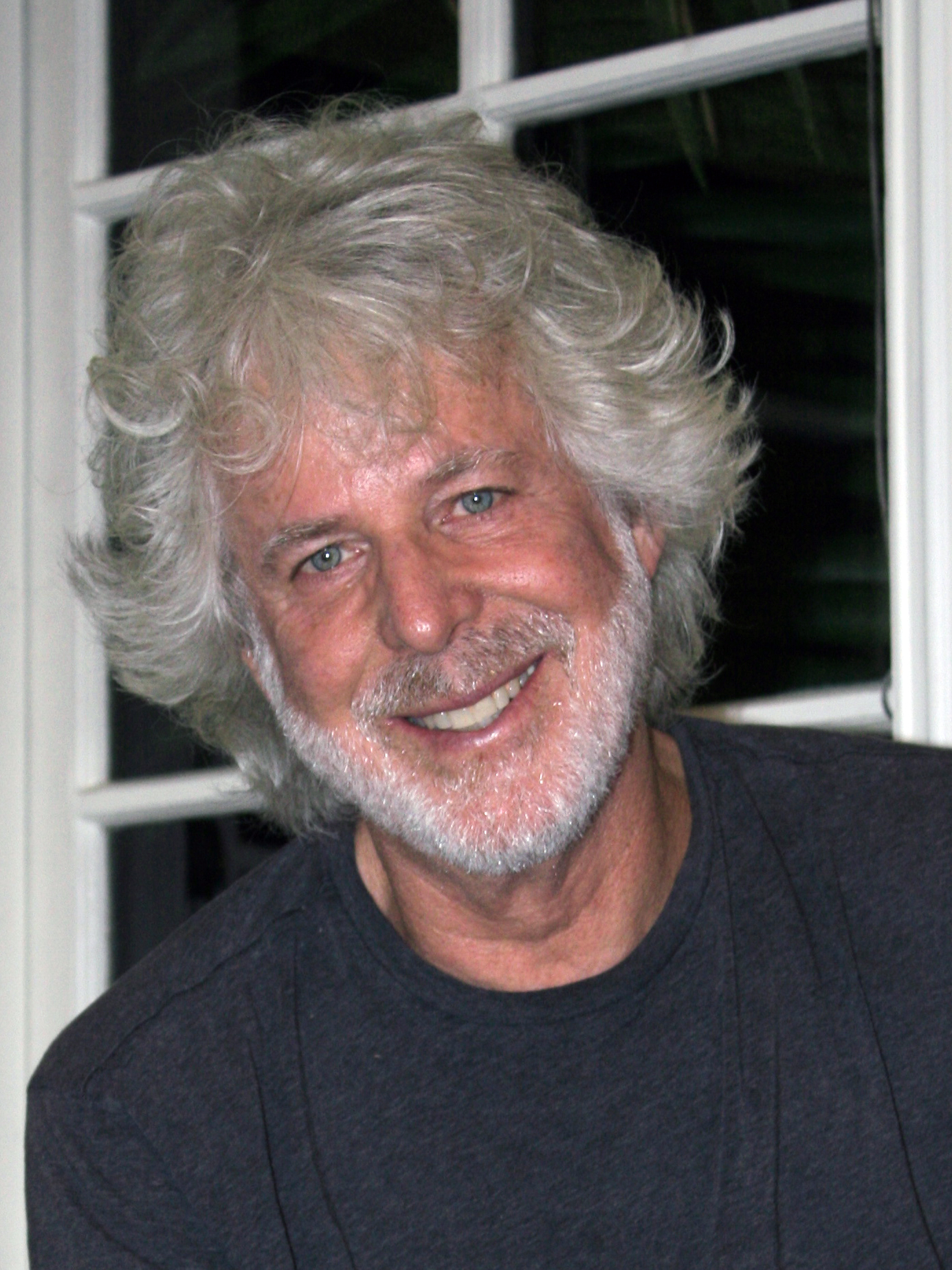
Charles Shyer (1941–2024)

### Januar bis März
Januar
- 01. Januar: Trautl Brandstaller, österreichische Journalistin, Schriftstellerin und Fernsehredakteurin (* 1939)
- 01. Januar: Mickey Cottrell, US-amerikanischer Filmpublizist, Filmproduzent und Schauspieler (* 1944)
- 01. Januar: Hedda Gehm, deutsche Dramaturgin für Animationsfilme (* 1943)
- 01. Januar: David J. Skal, US-amerikanischer Kritiker und Horrorfilmanalytiker (* 1952)
- 01. Januar: René Verzier, kanadischer Kameramann (* 1934)
- 02. Januar: Hendrik Arnst, deutscher Schauspieler (* 1950)
- 02. Januar: Chris Karrer, deutscher Multiinstrumentalist und Komponist (* 1947)
- 02. Januar: Peter Berkos, US-amerikanischer Tontechniker (* 1922)
- 04. Januar: Glynis Johns, walisische Schauspielerin, Pianistin, Sängerin und Tänzerin (* 1923)
- 04. Januar: Christian Oliver, deutscher Schauspieler (* 1972)
- 04. Januar: Gert Rabanus, deutscher Synchronregisseur und Dialogbuchautor (* 1923)
- 04. Januar: David Soul, US-amerikanischer Schauspieler und Sänger (* 1943)
- 05. Januar: Ursula Justin, deutsche Schauspielerin (* 1927)
- 06. Januar: Anna Strasberg, US-amerikanische Schauspielerin (* 1939)
- 08. Januar: Adan Canto, mexikanischer Schauspieler (* 1981)
- 08. Januar: Gian Franco Reverberi, italienischer Komponist und Musiker (* 1934)
- 09. Januar: Mar Mar Aye, Sängerin und Schauspielerin (* 1942)
- 09. Januar: Roberto Messina, italienischer Stuntman und Schauspieler (* 1934)
- 10. Januar: Peter Crombie, US-amerikanischer Schauspieler (* 1952)
- 10. Januar: Tisa Farrow, US-amerikanische Schauspielerin und Model (* 1951)
- 10. Januar: Janusz Majewski, polnischer Filmregisseur, Dramaturg und Drehbuchautor (* 1931)
- 11. Januar: Laurence Badie, französische Schauspielerin (* 1928)
- 11. Januar: April Ferry, US-amerikanische Kostümbildnerin und Schauspielerin (* 1932)
- 11. Januar: Dyson Lovell, britischer Schauspieler und Filmproduzent (* 1940)
- 11. Januar: Sigi Schwab, deutscher Gitarrist und Komponist (* 1940)
- 11. Januar: Juri Solomin, russischer Schauspieler, Regisseur, Theaterleiter und Politiker (* 1935)
- 11. Januar: Ulrich Voß, deutscher Schauspieler, Regisseur und Romanautor (* 1938)
- 12. Januar: Bill Hayes, US-amerikanischer Schauspieler und Sänger (* 1925)
- 12. Januar: Gonzalo Lira, chilenisch-US-amerikanischer Autor, Regisseur und Influencer (* 1968)
- 12. Januar: Alec Musser, US-amerikanischer Schauspieler und Model (* 1973)
- 13. Januar: Jana Hlaváčová, tschechische Schauspielerin und Professorin (* 1938)
- 13. Januar: Joyce Randolph, US-amerikanische Schauspielerin (* 1924)
- 13. Januar: Sigi Rothemund, deutscher Filmregisseur und Drehbuchautor (* 1944)
- 14. Januar: Ursula Höpfner-Tabori, deutsche Tänzerin und Schauspielerin (* 1949)
- 14. Januar: Elisabeth Trissenaar, österreichische Schauspielerin (* 1944)
- 15. Januar: William O’Connell, US-amerikanischer Schauspieler (* 1933)
- 16. Januar: David Gail, US-amerikanischer Schauspieler (* 1965)
- 16. Januar: Laurie Johnson, britischer Filmkomponist (* 1927)
- 16. Januar: Peter Schickele, US-amerikanischer Komponist (* 1935)
- 17. Januar: Benedict Fitzgerald, US-amerikanischer Drehbuchautor (* 1949)
- 18. Januar: Don Balmer, Schweizer Schauspieler (* 1937)
- 18. Januar: Ulrike Barthruff, deutsche Schauspielerin und Hörspielsprecherin (* 1953)
- 19. Januar: Michael Rüth, deutscher Synchronsprecher und Schauspieler (* 1938)
- 20. Januar: David Emge, US-amerikanischer Schauspieler (* 1946)
- 20. Januar: Volker Grohskopf, deutscher Regisseur (* 1966)
- 20. Januar: Norman Jewison, kanadischer Filmregisseur und Filmproduzent (* 1926)
- 22. Januar: Gary Graham, US-amerikanischer Schauspieler (* 1950)
- 22. Januar: Dexter Scott King, US-amerikanischer Bürgerrechtler, Dokumentarfilmer und Schauspieler (* 1961)
- 24. Januar: Herbert Coward, US-amerikanischer Schauspieler (* 1938)
- 25. Januar: Frank-Patrick Steckel, deutscher Regisseur, Intendant, Autor und Übersetzer (* 1943)
- 26. Januar: Monique Ahrens, deutsche Schauspielerin, Fernsehansagerin und Synchronsprecherin (* 1939)
- 26. Januar: Andreas Blum, Schweizer Radiojournalist, Radiodirektor und Schauspieler (* 1938)
- 27. Januar: Henri Lanoë, algerisch-französischer Filmeditor, Filmregisseur, Drehbuchautor und Komponist (* 1929)
- 29. Januar: Hinton Battle, US-amerikanischer Schauspieler und Tänzer (* 1956)
- 29. Januar: Sandra Milo, italienische Schauspielerin (* 1933)
- 30. Januar: Annie Belle, französische Schauspielerin (* 1956)
- 30. Januar: Achim Benning, deutscher Schauspieler, Theaterregisseur und Theaterintendant (* 1935)
- 30. Januar: Chita Rivera, US-amerikanische Schauspielerin und Tänzerin (* 1933)
- 31. Januar: Wolfgang Priewe, deutscher Schriftsteller, sowie Schauspieler (* 1939)

Februar
- 01. Februar: Gülbin Eray, türkische Schauspielerin (* 1936)
- 01. Februar: Mark Gustafson, Filmregisseur, Drehbuchautor und Animator (* 1959)
- 01. Februar: Carl Weathers, US-amerikanischer Schauspieler und Regisseur (* 1948)
- 02. Februar: Don Murray, US-amerikanischer Schauspieler, Drehbuchautor, Filmregisseur und Filmproduzent (* 1929)
- 02. Februar: Marian Pilot, polnischer Journalist, Schriftsteller und Drehbuchautor (* 1936)
- 03. Februar: Tonny Landy, dänischer Tenor und Schauspieler (* 1937)
- 03. Februar: Helena Rojo, mexikanische Schauspielerin (* 1944)
- 05. Februar: Wilhelmenia Fernandez, US-amerikanische Opernsängerin und Schauspielerin (* 1949)
- 05. Februar: Krista Hauser, österreichische Journalistin, Autorin und Dokumentarfilmerin (* 1941)
- 05. Februar: Toby Keith, US-amerikanischer Country-Sänger und Schauspieler (* 1961)
- 06. Februar: Pablo Grant, französisch-amerikanischer Schauspieler und Rapper (* 1997)
- 06. Februar: Anthony Lawrence, US-amerikanischer Drehbuchautor (* 1928)
- 06. Februar: Tommy Karlsen Sandum, norwegischer Schauspieler (* 1975)
- 10. Februar: Johanna von Koczian, deutsche Schauspielerin, Sängerin, Schriftstellerin und Synchronsprecherin (* 1933)
- 12. Februar: Sam Mercer, US-amerikanischer Filmproduzent (* 1954 oder 1955)
- 12. Februar: Alec Mills, britischer Kameramann (* 1932)
- 13. Februar: Ruth Wohlschlegel, deutsche Schauspielerin (* 1955)
- 14. Februar: Arlene Donovan, US-amerikanische Filmproduzentin (* 1927)
- 14. Februar: Wolf Oeser, deutscher Schauspieler (* 1938)
- 15. Februar: Gérard Barray, französischer Schauspieler (* 1931)
- 15. Februar: Kagney Linn Karter, US-amerikanische Pornodarstellerin (* 1987)
- 16. Februar: Wolfgang Klaue, deutscher Filmarchivar (* 1935)
- 16. Februar: Vera Talchi, französische Schauspielerin (* 1934)
- 18. Februar: Roger Dicken, britischer Spezialeffektkünstler und Modellbauer (* 1939)
- 18. Februar: Lanny Flaherty, US-amerikanischer Schauspieler (* 1942)
- 18. Februar: Tony Ganios, US-amerikanischer Schauspieler (* 1959)
- 19. Februar: Ira von Fürstenberg, italienische Schauspielerin und Schmuckdesignerin (* 1940)
- 19. Februar: Horst Naumann, deutscher Schauspieler, Synchron- und Hörspielsprecher (* 1925)
- 20. Februar: Jan Bereska, deutscher Schauspieler, Regisseur, Drehbuchautor und Schriftsteller (* 1951)
- 21. Februar: Micheline Presle, französische Schauspielerin (* 1922)
- 21. Februar: Pamela Salem, britische Schauspielerin (* 1944)
- 23. Februar: Brigitte Birnbaum, deutsche Schriftstellerin, Kinder- und Jugendbuchautorin und Drehbuchautorin (* 1938)
- 23. Februar: Chris Gauthier, kanadischer Schauspieler (* 1976)
- 23. Februar: Jackie Loughery, US-amerikanische Schauspielerin (* 1930)
- 24. Februar: Kenneth Mitchell, kanadischer Schauspieler (* 1974)
- 25. Februar: Charles Dierkop, US-amerikanischer Schauspieler (* 1936)
- 25. Februar: Bernard Kops, britischer Dramatiker und Drehbuchautor (* 1926)
- 25. Februar: Georg Riedel, schwedischer Jazz-Bassist und Filmkomponist (* 1934)
- 26. Februar: Ursula Ehler, deutsche Schriftstellerin, Drehbuchautorin und Regieassistentin (* 1939)
- 26. Februar: René Pollesch, deutscher Dramatiker und Regisseur (* 1962)
- 27. Februar: Michael Culver, britischer Schauspieler (* 1938)
- 27. Februar: Richard Lewis, US-amerikanischer Schauspieler und Komiker (* 1947)
- 28. Februar: Victoria Catlin, US-amerikanische Schauspielerin (* 1952)
- 29. Februar: David Bordwell, US-amerikanischer Filmwissenschaftler (* 1947)
- 29. Februar: Paolo Taviani, italienischer Regisseur (* 1931)

März
- 01. März: Akira Toriyama, japanischer Mangaka, Charakterdesigner und Drehbuchautor (* 1955)
- 03. März: Edward Bond, britischer Dramatiker und Drehbuchautor (* 1934)
- 04. März: Jochen Bley, deutscher Jurist und ehemaliger Kinderdarsteller (* 1952)
- 05. März: Michael Kluth, deutscher Filmautor und Filmproduzent (* 1939)
- 05. März: Roberto Leoni, italienischer Drehbuchautor, Filmregisseur und Autor (* 1940)
- 05. März: António-Pedro Vasconcelos, portugiesischer Regisseur und Produzent (* 1939)
- 07. März: Steve Lawrence, US-amerikanischer Popsänger, Entertainer und Schauspieler (* 1935)
- 08. März: Ernie Fields junior, US-amerikanischer Musiker und Komponist (* 1934)
- 10. März: Percy Adlon, deutsch-amerikanischer Regisseur, Produzent und Autor (* 1935)
- 10. März: Mutsumi Inomata, japanische Animatorin, Illustratorin und Charakterdesignerin (* 1960)
- 11. März: Malachy McCourt, irisch-amerikanischer Schauspieler und Autor (* 1931)
- 12. März: Madeleine Chapsal, französische Journalistin, Schriftstellerin und Drehbuchautorin (* 1925)
- 12. März: Sergio Giral, kubanischer Filmregisseur (* 1937)
- 14. März: David Breashears, US-amerikanischer Bergsteiger und Filmregisseur (* 1955)
- 15. März: Joe Camp, US-amerikanischer Regisseur, Drehbuchautor und Filmproduzent (* 1939)
- 15. März: Alexander Anatoljewitsch Schirwindt, russischer Schauspieler und Regisseur (* 1934)
- 16. März: Teddy Podgorski, österreichischer Radio- und Fernsehjournalist, Schauspieler, Theaterregisseur und Autor (* 1935)
- 16. März: David Seidler, britisch-amerikanischer Drehbuchautor (* 1937)
- 16. März: Anke Tegtmeyer, deutsche Schauspielerin und Hörspielsprecherin (* 1934)
- 17. März: Nuno Júdice, portugiesischer Schriftsteller und Drehbuchautor (* 1949)
- 19. März: Rainer Grenkowitz, deutscher Schauspieler (* 1955)
- 19. März: M. Emmet Walsh, US-amerikanischer Schauspieler (* 1935)
- 20. März: Mark Blankfield, US-amerikanischer Schauspieler (* 1950)
- 20. März: Sten Elfström, schwedischer Schauspieler (* 1942)
- 21. März: Ron Harper, US-amerikanischer Schauspieler (* 1933)
- 21. März: Frédéric Mitterrand, französisch-tunesischer Schauspieler, Autor, Drehbuchautor, Filmproduzent und Filmregisseur (* 1947)
- 23. März: Daniel Beretta, französischer Komponist, Sänger, Schauspieler und Synchronsprecher (* 1946)
- 23. März: Eli Noyes, US-amerikanischer Animator, Grafikdesigner und Regisseur (* 1942)
- 23. März: Abdulah Sidran, jugoslawischer bzw. bosnischer Lyriker und Drehbuchautor (* 1944)
- 23. März: Silvia Tortosa, spanische Schauspielerin (* 1947)
- 25. März: Laurent Achard, französischer Regisseur, Produzent und Drehbuchautor (* 1964)
- 25. März: Paula Weinstein, US-amerikanische Fernseh- und Filmproduzentin (* 1945)
- 25. März: Fritz Wepper, deutscher Schauspieler und Synchronsprecher (* 1941)
- 29. März: Louis Gossett Jr., US-amerikanischer Schauspieler (* 1936)
- 29. März: Trevor Griffiths, britischer Dramatiker und Drehbuchautor (* 1935)
- 30. März: Ulrike Koch, deutsche Sinologin und Filmemacherin (* 1950)
- 30. März: Tim McGovern, US-amerikanischer Filmtechniker (* 1955)
- 30. März: Chance Perdomo, britischer Schauspieler und Model (* 1996)
- 31. März: Barbara Baldavin, US-amerikanische Schauspielerin und Casting-Direktorin (* 1938)
- 31. März: Rob Kaman, niederländischer Kickboxer und Schauspieler (* 1960)
- 31. März: Barbara Rush, US-amerikanische Schauspielerin (* 1927)

### April bis Juni
April
- 01. April: Joe Flaherty, US-amerikanischer Komiker und Schauspieler (* 1941)
- 01. April: Timothy Moores, britischer Fernsehregisseur (* 1942)
- 02. April: Veljko Bulajić, montenegrinischer Filmregisseur und Drehbuchautor (* 1928)
- 02. April: Christopher Durang, US-amerikanischer Dramatiker und Schauspieler (* 1949)
- 02. April: Günter Spörrle, deutscher Schauspieler (* 1936)
- 03. April: Hans Helmut Hillrichs, deutscher Journalist, Filmemacher und Autor (* 1945)
- 03. April: Adrian Schiller, britischer Schauspieler (* 1964)
- 03. April: Vera Tschechowa, deutsche Schauspielerin, Regisseurin und Produzentin (* 1940)
- 04. April: Lucie Neudecker, österreichische Schauspielerin (* 1932)
- 05. April: Cole Brings Plenty, US-amerikanischer Schauspieler (* 1996)
- 05. April: Peter Sodann, deutscher Schauspieler, Regisseur und Theaterintendant (* 1936)
- 06. April: Zofia Kucówna, polnische Schauspielerin und Schriftstellerin (* 1933)
- 07. April: Edgar Burcksen, niederländischer Editor (* 1947)
- 08. April: Hannelore Cremer, deutsche Schauspielerin (* 1930)
- 09. April: Jaime de Armiñán, spanischer Regisseur, Drehbuchautor und Schriftsteller (* 1927)
- 09. April: Eckart Dux, deutscher Schauspieler, Synchron-, Hörbuch- und Hörspielsprecher (* 1926)
- 10. April: O. J. Simpson, US-amerikanischer American-Football-Spieler und Schauspieler (* 1947)
- 10. April: Dan Wallin, US-amerikanischer Tonmeister (* 1927)
- 12. April: Eleanor Coppola, US-amerikanische Regisseurin, Drehbuchautorin sowie Künstlerin (* 1936)
- 12. April: Michael Horowitz, österreichischer Journalist, Schriftsteller, Verleger, Fotograf und Drehbuchautor (* 1950)
- 14. April: Norbert Bunge, deutscher Filmemacher, Kameramann, Fotograf und Galerist (* 1941)
- 15. April: Adriano Aprà, italienischer Autor und Filmkritiker (* 1940)
- 16. April: Wichart von Roëll, deutscher Schauspieler (* 1937)
- 18. April: Gustav Ehmck, deutscher Regisseur, Drehbuchautor und Produzent (* 1937)
- 18. April: Ruth Landers, US-amerikanische Film- und Fernseh-Produzentin (* 1938)
- 18. April: James Laurenson, neuseeländischer Schauspieler (* 1940)
- 19. April: Annette Schleiermacher, deutsche Schauspielerin (* 1926)
- 20. April: Antonio Cantafora, italienischer Schauspieler (* 1944)
- 20. April: Roman Gabriel, US-amerikanischer American-Football-Spieler, Trainer und Schauspieler (* 1940)
- 20. April: Josef Laufer, tschechischer Sänger, Schauspieler, Autor, Moderator und Entertainer (* 1939)
- 20. April: Lourdes Portillo, US-amerikanische Produzentin, Regisseurin und Drehbuchautorin (* 1944)
- 21. April: Ángel Aranda, spanischer Filmschauspieler (* 1934)
- 22. April: Julio Calcagno, uruguayischer Schauspieler (* 1937)
- 22. April: Philippe Laudenbach, französischer Schauspieler (* 1936)
- 22. April: Michael Verhoeven, deutscher Regisseur, Drehbuchautor, Produzent, Schauspieler und Arzt (* 1938)
- 23. April: Terry Carter, US-amerikanischer Schauspieler (* 1928)
- 24. April: Margaret Lee, britische Schauspielerin (* 1943)
- 25. April: Laurent Cantet, französischer Regisseur, Drehbuchautor und Kameramann (* 1961)
- 26. April: Anne McDaniels, US-amerikanische Schauspielerin und Model (* 1977)
- 27. April: Jean-Pierre Ferland, kanadischer Singer-Songwriter, Fernsehmoderator und Schauspieler (* 1934)
- 27. April: Jean Musy, französischer Komponist (* 1947)
- 27. April: Charly Weller, deutscher Regisseur, Autor, Musiker und Fotograf (* 1951)
- 28. April: Jörg Hengstler, deutscher Schauspieler, Hörspielsprecher und Synchronsprecher (* 1956)
- 28. April: Brian McCardie, schottischer Schauspieler (* 1965)
- 28. April: Zack Norman, US-amerikanischer Schauspieler sowie Film- und Fernsehproduzent (* 1940)
- 28. April: Alan Scarfe, kanadischer Schauspieler (* 1946)
- 29. April: Arianne Borbach, deutsche Synchronsprecherin und Schauspielerin (* 1962)
- 30. April: Paul Auster, US-amerikanischer Schriftsteller, Filmregisseur, Drehbuchautor, Kritiker, Übersetzer und Herausgeber (* 1947)
- 30. April: Maria De Aragon, kanadische Schauspielerin (* 1942)
- 30. April: Duane Eddy, US-amerikanischer Rock- und Pop-Gitarrist, sowie Schauspieler (* 1938)

Mai
- 01. Mai: Gisela Büttner, deutscher Schauspieler, Hörspielsprecher, Hörspiel- und Theaterregisseur (* 1934)
- 01. Mai: Günter Rätz, deutscher Trickfilmanimator, Regisseur und Drehbuchautor (* 1935)
- 02. Mai: Roxanne (Model), US-amerikanische Schauspielerin und Model (* 1928)
- 02. Mai: Wolfgang Schenck, US-amerikanische Schauspielerin und Model (* 1928)
- 04. Mai: Jūrō Kara, japanischer Schauspieler, Dramatiker und Schriftsteller (* 1940)
- 05. Mai: Bernard Hill, britischer Schauspieler (* 1944)
- 05. Mai: Simona Postlerová, tschechische Schauspielerin (* 1964)
- 06. Mai: Ian Gelder, britischer Schauspieler (* 1949)
- 07. Mai: John Charles, neuseeländischer Komponist (* 1940)
- 07. Mai: Michael Mackenroth, deutscher Filmregisseur (* 1942)
- 09. Mai: Roger Corman, US-amerikanischer Regisseur und Produzent (* 1926)
- 10. Mai: Hans Wahlgren, schwedischer Schauspieler und Synchronsprecher (* 1937)
- 11. Mai: Susan Backlinie, US-amerikanische Schwimmerin, Tiertrainerin, Stuntfrau und Schauspielerin (* 1946)
- 12. Mai: Mark Damon, US-amerikanischer Schauspieler und Produzent (* 1933)
- 12. Mai: David Sanborn, US-amerikanischer Saxophonist und Komponist (* 1945)
- 13. Mai: Hilde Berg, norwegische Filmproduzentin (* 1957)
- 13. Mai: Samm-Art Williams, US-amerikanischer Schauspieler, Dramatiker und Filmproduzent (* 1946)
- 14. Mai: Claus Schulz, deutscher Balletttänzer, Choreograph und Ballettmeister (* 1934)
- 15. Mai: Vlastimil Harapes, tschechischer Schauspieler, Balletttänzer, Regisseur und Choreograf (* 1946)
- 15. Mai: Hans Weicker, deutscher Schauspieler (* 1927)
- 16. Mai: Dabney Coleman, US-amerikanischer Schauspieler (* 1932)
- 17. Mai: Pål Johannessen, norwegischer Schauspieler (* 1959)
- 17. Mai: Roberta Marrero, spanische Künstlerin, Sängerin und Schauspielerin (* 1972)
- 17. Mai: Stephen J. Rivele, US-amerikanischer Schriftsteller und Drehbuchautor (* 1949)
- 18. Mai: Willi Brokmeier, deutscher Opernsänger und Schauspieler (* 1928)
- 18. Mai: Fred Roos, US-amerikanischer Produzent und Casting Director (* 1934)
- 18. Mai: Tim Seely, britischer Schauspieler (* 1935)
- 19. Mai: Richard Foronjy, US-amerikanischer Schauspieler (* 1937)
- 20. Mai: Frank Guthke, deutscher Drehbuchautor, Produzent und Regisseur (* 1928)
- 21. Mai: Walter Flemmer, deutscher Autor und Regisseur (* 1936)
- 21. Mai: Jan A. P. Kaczmarek, polnischer Komponist (* 1953)
- 22. Mai: Darryl Hickman, US-amerikanischer Schauspieler, Schauspiellehrer, Drehbuchautor und Fernsehproduzent (* 1931)
- 23. Mai: Morgan Spurlock, US-amerikanischer Regisseur, Dokumentarfilmer und Drehbuchautor (* 1970)
- 23. Mai: Klaus Voswinckel, deutscher Filmemacher und Schriftsteller (* 1943)
- 24. Mai: Jan Kačer, tschechischer Schauspieler, Regisseur und Drehbuchautor (* 1936)
- 24. Mai: Horst Pinnow, deutscher Schauspieler und Synchronsprecher (* 1936)
- 25. Mai: Albert S. Ruddy, US-amerikanischer Filmproduzent und Drehbuchautor (* 1930)
- 25. Mai: Richard M. Sherman, US-amerikanischer Komponist und Songwriter (* 1928)
- 25. Mai: Johnny Wactor, US-amerikanischer Schauspieler (* 1986)
- 27. Mai: Elizabeth MacRae, US-amerikanische Schauspielerin (* 1936)
- 29. Mai: Margot Benacerraf, französisch-venezolanische Filmregisseurin (* 1926)
- 29. Mai: Thomas Heise, deutscher Dokumentarfilmer, Autor und Theaterregisseur (* 1955)
- 30. Mai: Mitchell Block, US-amerikanischer Filmproduzent (* 1950 oder 1951)
- 30. Mai: Tom Bower, US-amerikanischer Schauspieler und Produzent (* 1938)
- 30. Mai: Anastassija Saworotnjuk, russische Schauspielerin (* 1971)
- 31. Mai: Alexander Lang, deutscher Schauspieler und Theaterregisseur (* 1941)

Juni
- 01. Juni: Erich Anderson, US-amerikanischer Schauspieler und Autor (* 1957)
- 01. Juni: Philippe Leroy, französischer Schauspieler (* 1930)
- 01. Juni: Ruth Maria Kubitschek, deutsch-schweizerische Schauspielerin, Synchronsprecherin und Autorin (* 1931)
- 01. Juni: Corina Mestre, kubanische Schauspielerin (* 1954)
- 01. Juni: Janusz Rewiński, polnischer Schauspieler, Satiriker und Politiker (* 1949)
- 02. Juni: Jeannette Charles, britische Schauspielerin (* 1927)
- 02. Juni: Edgardo Cozarinsky, argentinischer Autor, Regisseur, Drehbuchautor, Schauspieler und Produzent (* 1939)
- 02. Juni: Janis Paige, US-amerikanische Schauspielerin und Sängerin (* 1922)
- 03. Juni: William Russell, britischer Schauspieler (* 1924)
- 04. Juni: Hubert Taczanowski, polnischer Kameramann (* 1960)
- 07. Juni: Rose Marie, nordirische Sängerin (* 1956)
- 09. Juni: Yoshiko Kuga, japanische Schauspielerin (* 1931)
- 11. Juni: Françoise Hardy, französische Chansonsängerin, Texterin, Komponistin und Schauspielerin (* 1944)
- 12. Juni: Tony Lo Bianco, US-amerikanischer Schauspieler und Filmregisseur (* 1936)
- 13. Juni: Benji Gregory, US-amerikanischer Schauspieler (* 1978)
- 15. Juni: Eric Canuel, kanadischer Regisseur (* 1961)
- 16. Juni: Heidi Leupolt, deutsche Schauspielerin (* 1936)
- 17. Juni: Gerald Pichowetz, österreichischer Schauspieler und Synchronsprecher (* 1964)
- 18. Juni: Anouk Aimée, französische Schauspielerin (* 1932)
- 18. Juni: Gerhard Klingenberg, österreichischer Schauspieler, Regisseur und Intendant (* 1929)
- 18. Juni: Anthea Sylbert, US-amerikanische Kostümbildnerin, Filmproduzentin und Drehbuchautorin (* 1939)
- 20. Juni: Donald Sutherland, kanadischer Schauspieler (* 1935)
- 20. Juni: Taylor Wily, US-amerikanischer Schauspieler und ehemaliger Mixed-Martial-Arts-Kämpfer und Sumōringer (* 1969)
- 21. Juni: Andrzej Mularczyk, polnischer Schriftsteller, Drehbuch- und Hörspielautor (* 1930)
- 23. Juni: Walter Beck, deutscher Regisseur, Drehbuchautor und Schauspieler (* 1929)
- 23. Juni: Tamayo Perry, US-amerikanischer Schauspieler, Surfer und Rettungsschwimmer (* 1975)
- 23. Juni: Bud S. Smith, US-amerikanischer Filmeditor (* 1935)
- 25. Juni: Bill Cobbs, US-amerikanischer Schauspieler (* 1934)
- 26. Juni: Pat Heywood, britische Schauspielerin (* 1931)
- 26. Juni: Taiki Matsuno, japanischer Synchronsprecher und Schauspieler (* 1934)
- 26. Juni: Renauld White, US-amerikanischer Schauspieler und Model (* 1944)
- 27. Juni: Martin Mull, US-amerikanischer Schauspieler, Comedian und Maler (* 1943)
- 29. Juni: Adolfo Bartoli, italienischer Kameramann (* 1950)
- 29. Juni: Douglas Sheehan, US-amerikanischer Schauspieler (* 1949)
- 30. Juni: Eva Gelb, deutsche Schauspielerin, Hörspiel- und Synchronsprecherin (* 1946)

### Juli bis September
Juli
- 01. Juli: Fausto Bordalo Dias, portugiesischer Liedermacher, Folksänger, Protestsänger und Komponist (* 1948)
- 01. Juli: Joyce Easton, US-amerikanische Filmschauspielerin (* 1930)
- 01. Juli: Renate Hoy, deutsche Schönheitskönigin und Schauspielerin (* 1930)
- 01. Juli: Maria Rosaria Omaggio, italienische Schauspielerin und Autorin (* 1957)
- 01. Juli: Michael Sinelnikoff, britisch-kanadischer Schauspieler (* 1928)
- 01. Juli: Robert Towne, US-amerikanischer Drehbuchautor, Schauspieler und Regisseur (* 1934)
- 02. Juli: Mike Heslin, US-amerikanischer Schauspieler, Autor, Produzent und Sänger (* 1988)
- 03. Juli: Bernhard Pfletschinger, deutscher Featureautor und Dokumentarfilmer (* 1946)
- 05. Juli: Yvonne Furneaux, französische Schauspielerin (* 1926)
- 05. Juli: Jon Landau, US-amerikanischer Produzent (* 1960)
- 06. Juli: Paul Mommertz, deutscher Schriftsteller (* 1930)
- 06. Juli: Roberta Taylor, britische Schauspielerin (* 1948)
- 07. Juli: Bruno Zanin, italienischer Schauspieler und Autor (* 1951)
- 09. Juli: Jerzy Stuhr, polnischer Schauspieler und Regisseur (* 1947)
- 10. Juli: Thomas Höpker, deutscher Fotograf und Dokumentarfilmregisseur (* 1936)
- 11. Juli: Shelley Duvall, US-amerikanische Schauspielerin und Fernsehproduzentin (* 1949)
- 12. Juli: Noriko Ohara, japanische Synchronsprecherin (* 1935)
- 13. Juli: Shannen Doherty, US-amerikanische Schauspielerin (* 1971)
- 13. Juli: James Sikking, US-amerikanischer Schauspieler (* 1934)
- 13. Juli: Richard Simmons, US-amerikanischer Fitnesstrainer, Komiker und Schauspieler (* 1948)
- 18. Juli: Bob Newhart, US-amerikanischer Schauspieler und Stand-up-Comedian (* 1929)
- 18. Juli: Cheng Pei-pei, chinesische Schauspielerin (* 1946)
- 20. Juli: Horst Lettenmayer, deutscher Unternehmer und Schauspieler (* 1941)
- 21. Juli: Salvatore Piscicelli, italienischer Filmkritiker und Regisseur sowie Drehbuchautor und Buchautor (* 1948)
- 23. Juli: Susanne Bard, deutsche Schauspielerin und Theaterintendantin (* 1963)
- 23. Juli: Teresa Gimpera, spanische Schauspielerin und Model (* 1936)
- 24. Juli: Henning Schaller, deutscher Bühnenbildner und Hochschullehrer (* 1944)
- 27. Juli: Edna O’Brien, irische Schriftstellerin und Drehbuchautorin (* 1930)
- 27. Juli: Thomas Reiner, deutscher Schauspieler und Synchronsprecher (* 1926)
- 28. Juli: Chino XL, US-amerikanischer Rapper und Schauspieler (* 1974)
- 28. Juli: Erica Ash, US-amerikanische Schauspielerin und Sängerin (* 1977)
- 29. Juli: Leonard Lamensdorf, US-amerikanischer Schriftsteller und Drehbuchautor (* 1930)
- 30. Juli: Pina Bottin, italienische Schauspielerin (* 1933)
- 30. Juli: Onyeka Onwenu, nigerianische Sängerin, Songwriterin, Schauspielerin, Journalistin und Aktivistin (* 1952)
- 30. Juli: Lisa Westcott, britische Maskenbildnerin und Friseurin (* 1947 oder 1948)
- 31. Juli: Henrik Rhyn, Schweizer Schriftsteller, Moderator und Schauspieler (* 1942)

August
- 01. August: Rainer Brandt, deutscher Schauspieler, Synchronsprecher, Synchronregisseur und Dialogbuchautor (* 1936)
- 02. August: Klaus Götte, deutscher Schauspieler, Theaterregisseur und Hörspielsprecher (* 1936)
- 02. August: Manfred Kujawski, deutscher Setdesigner, Modellbauer und Formgestalter (* 1924)
- 02. August: Luca Schaub, deutscher Schauspieler (* 1988)
- 04. August: Charles Cyphers, US-amerikanischer Schauspieler (* 1926)
- 05. August: Patti Yasutake, US-amerikanischer Schauspieler (* 1953)
- 06. August: Michael Günther Bard, deutscher Schauspieler (* 1967)
- 06. August: Connie Chiume, südafrikanische Schauspielerin (* 1952)
- 06. August: Robert Logan, US-amerikanischer Schauspieler (* 1941)
- 06. August: Christof Nel, deutscher Theater-, Opern- und Fernsehregisseur (* 1944)
- 07. August: Brigitte Blobel, deutsche Journalistin, Schriftstellerin und Drehbuchautorin (* 1942)
- 07. August: Margaret Ménégoz, französische Filmproduzentin und Verleiherin (* 1941)
- 09. August: Ulrich Haß, deutscher Schauspieler (* 1942)
- 09. August: Peter Radestock, deutscher Theaterintendant und Schauspieler (* 1945)
- 09. August: Kevin Sullivan, US-amerikanischer Wrestler und Schauspieler (* 1949)
- 09. August: Peter Zwegat, deutscher Schuldnerberater sowie TV-Darsteller (* 1950)
- 10. August: Rudolf Jelínek, tschechischer Schauspieler (* 1935)
- 10. August: Peggy Moffitt, US-amerikanisches Model und Schauspielerin (* 1940)
- 13. August: Sergio Donati, italienischer Drehbuchautor und Schriftsteller (* 1933)
- 13. August: Heiner Kondschak, deutscher Musiker, Schauspieler, Regisseur und Autor (* 1955)
- 14. August: Bent Conradi, dänischer Schauspieler (* 1932)
- 14. August: Gena Rowlands, US-amerikanische Schauspielerin (* 1930)
- 15. August: John Aprea, US-amerikanischer Schauspieler (* 1941)
- 15. August: Zaur Dakhte, sowjetisch-tadschikisch-iranischer Kameramann, Filmemacher und Fotograf (* 1936)
- 15. August: Ľubomír Paulovič, slowakischer Schauspieler (* 1952)
- 16. August: Norman Spencer, britischer Filmproduzent, Drehbuchautor und Produktionsleiter (* 1914)
- 17. August: Boris Jewgenjewitsch Bystrow, russischer Schauspieler und Synchronsprecher (* 1945)
- 17. August: Tuncay Akça, türkischer Schauspieler (* 1963)
- 18. August: Alain Delon, französisch-schweizerischer Schauspieler und Produzent (* 1935)
- 18. August: Evelin Matt, deutsche Fernsehproduzentin und Drehbuchautorin (* 1934)
- 19. August: Peter C. Frank, US-amerikanischer Filmeditor (* 1943)
- 20. August: Werner Bokelberg, deutscher Fotograf und Schauspieler (* 1937)
- 20. August: Utpalendu Chakraborty, bengalischer indischer Filmregisseur, Musiker und Romanautor (* 1948)
- 20. August: Atsuko Tanaka, japanische Synchronsprecherin (* 1962)
- 21. August: John Amos, US-amerikanischer Schauspieler und American-Football-Spieler (* 1939)
- 22. August: Detlev Redinger, deutscher Schauspieler und Synchronsprecher (* 1949)
- 23. August: Catherine Ribeiro, französische Sängerin und Schauspielerin (* 1941)
- 24. August: Karel Heřmánek, tschechischer Schauspieler und Synchronsprecher (* 1947)
- 25. August: Peter Rabenalt, deutscher Filmkomponist und -wissenschaftler (* 1937)
- 26. August: Lutz Hachmeister, deutscher Journalist, Hochschullehrer für Journalistik, Sachbuchautor, Filmregisseur und Filmproduzent (* 1959)
- 26. August: Howard Ziehm, US-amerikanischer Regisseur, Produzent, Kameramann und Drehbuchautor (* 1940)
- 29. August: Lutz Künzel, deutscher Musiker, Komponist, Textdichter und Arrangeur (* 1951)
- 29. August: Ronald Shusett, US-amerikanischer Drehbuchautor und Filmproduzent (* 1935)
- 29. August: Jean-Charles Tacchella, französischer Filmjournalist, Filmregisseur und Drehbuchautor (* 1925)

September
- 01. September: Lindsey Ginter, US-amerikanischer Schauspieler und Regisseur (* 1950)
- 02. September: James Darren, US-amerikanischer Schauspieler, Sänger und Regisseur (* 1936)
- 03. September: Christiane König, deutsche Schauspielerin und Tänzerin (* 1932)
- 05. September: Jacques Breuer, österreichischer Filmschauspieler, Synchronsprecher und Filmregisseur (* 1956)
- 05. September: Peter Eschberg, österreichischer Schauspieler, Regisseur und Intendant (* 1936)
- 05. September: Maarten van Norden, niederländischer Jazzmusiker und Komponist (* 1955)
- 05. September: Laurent Tirard, französischer Drehbuchautor und Regisseur (* 1967)
- 05. September: Aruna Vasudev, indische Filmkritikerin, Autorin, Herausgeberin und Festivalorganisatorin (* 1936)
- 06. September: Rebecca Horn, deutsche Bildhauerin, Aktionskünstlerin und Filmemacherin (* 1944)
- 06. September: Pim de la Parra, surinamisch-niederländischer Filmregisseur, Produzent und Drehbuchautor (* 1940)
- 09. September: James Earl Jones, US-amerikanischer Schauspieler (* 1931)
- 09. September: Caterina Valente, italienische Sängerin, Tänzerin, Gitarristin, Schauspielerin und Entertainerin (* 1931)
- 11. September: Kenneth Cope, britischer Schauspieler (* 1931)
- 11. September: Chad McQueen, US-amerikanischer Schauspieler (* 1960)
- 11. September: Hans-Georg Simmgen, deutscher Schauspieler und Regisseur (* 1933)
- 13. September: Franca Bettoia, italienische Schauspielerin (* 1936)
- 13. September: Frank Engelhardt, deutscher Schauspieler, Synchronsprecher, Regisseur und Moderator (* 1945)
- 14. September: Franco Brocani, italienischer Filmregisseur und Drehbuchautor (* 1938)
- 14. September: Jean-Michel Dupuis, französischer Schauspieler (* 1955)
- 16. September: Eikō Hosoe, japanischer Fotograf und Filmproduzent (* 1933)
- 16. September: Barbara Leigh-Hunt, britische Schauspielerin (* 1935)
- 18. September: Herbert Graedtke, deutscher Schauspieler, Regisseur, Künstlerischer Leiter und Sprecherzieher (* 1941)
- 18. September: Tony Soper, britischer Autor, Rundfunkmacher und Fernsehproduzent (* 1929)
- 18. September: Stephan Wittwer, Schweizer experimenteller Musiker, Improvisator und Komponist (* 1953)
- 20. September: David Graham, britischer Schauspieler (* 1925)
- 20. September: Kathryn Grant, US-amerikanische Schauspielerin (* 1933)
- 20. September: Cleo Sylvestre, britische Schauspielerin und Musikerin (* 1945)
- 20. September: Randy West, US-amerikanischer Pornodarsteller und -produzent (* 1947)
- 21. September: Barbara Metselaar Berthold, deutsche Fotografin und Filmemacherin (* 1951)
- 22. September: Mike Travis, britischer Jazz- und Rockmusiker und Schauspieler (* 1951)
- 23. September: Gary Reineke, kanadischer Schauspieler (* 1940)
- 24. September: Nesbitt Blaisdell, US-amerikanischer Schauspieler (* 1928)
- 24. September: Pierre-William Glenn, französischer Kameramann, Regisseur und Drehbuchautor (* 1943)
- 25. September: Didier Kaminka, französischer Regisseur, Drehbuchautor und Schauspieler (* 1943)
- 25. September: Roman Sergejewitsch Madjanow, sowjetisch-russischer Schauspieler (* 1962)
- 26. September: John Ashton, US-amerikanischer Schauspieler (* 1948)
- 27. September: Wolfgang Feindt, deutscher Redakteur und Filmproduzent (* 1964)
- 27. September: Klaus Manchen, deutscher Schauspieler und Hörspielsprecher (* 1936)
- 27. September: Maggie Smith, britische Schauspielerin (* 1934)
- 28. September: Kris Kristofferson, US-amerikanischer Country-Sänger, Songwriter und Schauspieler (* 1936)
- 29. September: Ron Ely, US-amerikanischer Schauspieler und Autor (* 1938)
- 30. September: Gavin Creel, US-amerikanischer Schauspieler und Sänger (* 1976)
- 30. September: Ken Page, US-amerikanischer Schauspieler und Kabarettsänger (* 1954)
- 30. September: Robert Watts, britischer Filmproduzent (* 1938)

### Oktober bis Dezember
Oktober
- 01. Oktober: Carmen-Renate Köper, deutsche Schauspielerin, Drehbuchautorin und Filmemacherin (* 1927)
- 02. Oktober: Sisse Reingaard, dänische Schauspielerin (* 1946)
- 03. Oktober: Michel Blanc, französischer Schauspieler, Drehbuchautor und Regisseur (* 1952)
- 03. Oktober: Gottfried Pilz, österreichischer Bühnen- und Kostümbildner sowie Opernregisseur (* 1944)
- 05. Oktober: Mimis Plessas, griechischer Pianist und Komponist (* 1924)
- 06. Oktober: Ernest Vincze, ungarischer Kameramann (* 1942)
- 07. Oktober: Amaury du Closel, französischer Komponist und Orchesterleiter (* 1956)
- 07. Oktober: Nicholas Pryor, US-amerikanischer Schauspieler (* 1935)
- 08. Oktober: Jorge Arriagada, chilenischer Komponist (* 1943)
- 09. Oktober: Fritz von Friedl, österreichischer Schauspieler, Synchron- und Off-Sprecher (* 1941)
- 09. Oktober: Elisa Montés, spanische Schauspielerin (* 1934)
- 10. Oktober: Anton Burkhart, deutscher Laiendarsteller (* 1970)
- 11. Oktober: Thomas Astan, deutscher Ordenspriester und Schauspieler (* 1942)
- 11. Oktober: Roger Browne, US-amerikanischer Schauspieler (* 1930)
- 11. Oktober: Mario Morra, italienischer Filmeditor und Filmregisseur (* 1935)
- 11. Oktober: Pierre Vernier, französischer Schauspieler (* 1931)
- 15. Oktober: Hasan Yalnızoğlu, türkischer Schauspieler und Model (* 1974)
- 17. Oktober: Mitzi Gaynor, US-amerikanische Schauspielerin, Sängerin und Tänzerin (* 1931)
- 18. Oktober: Laurence Traiger, US-amerikanischer Komponist (* 1956)
- 20. Oktober: Michael Newman, US-amerikanischer Rettungsschwimmer und Schauspieler (* 1957)
- 21. Oktober: Christine Boisson, französische Schauspielerin (* 1956)
- 22. Oktober: Ulla Geiger, deutsche Schauspielerin und Filmemacherin (* 1951)
- 22. Oktober: Lynda Obst, US-amerikanische Filmproduzentin und Schriftstellerin (* 1950)
- 22. Oktober: Dick Pope, britischer Kameramann (* 1947)
- 23. Oktober: Gary Indiana, US-amerikanischer Autor, Schauspieler, Filmemacher und Bildender Künstler (* 1950)
- 23. Oktober: Jack Jones, US-amerikanischer Pop- und Jazzsänger sowie Schauspieler (* 1938)
- 23. Oktober: Wolfram von Stauffenberg, deutscher Schauspieler, Hörspielsprecher und Boxer (* 1967)
- 24. Oktober: Jadwiga Barańska, polnische Schauspielerin, Regisseurin und Drehbuchautorin (* 1947)
- 24. Oktober: Eckhart Schmidt, deutscher Filmemacher und Autor (* 1938)
- 24. Oktober: Jeri Taylor, US-amerikanische Drehbuchautorin und Fernsehproduzentin (* 1938)
- 26. Oktober: Kelsey Lewis, US-amerikanische Schauspielerin (* 1995)
- 26. Oktober: Ole Tage Hartmann, dänischer Schauspieler (* 1936)
- 28. Oktober: Paul Morrissey, US-amerikanischer Regisseur (* 1938)
- 28. Oktober: Ulf Pilgaard, dänischer Komiker und Schauspieler (* 1940)
- 29. Oktober: Teri Garr, US-amerikanische Schauspielerin (* 1944)
- 29. Oktober: Rayda Jacobs, südafrikanische Schriftstellerin und Filmemacherin (* 1947)
- 29. Oktober: Suzanne Osten, schwedische Regisseurin und Professorin (* 1944)
- 30. Oktober: Giovanni Cianfriglia, italienischer Stuntman und Schauspieler (* 1935)
- 30. Oktober: Erik Clausen, dänischer Schauspieler, Regisseur, Musiker und Drehbuchautor (* 1942)
- 30. Oktober: Christine Görner, deutsche Opernsängerin und Schauspielerin (* 1930)
- 30. Oktober: Thanasis Valtinos, griechischer Erzähler, Romancier, Drehbuchautor und Übersetzer (* 1932)

November
- 02. November: Janey Godley, britische Komikerin, Schauspielerin und Drehbuchautorin (* 1961)
- 02. November: Jonathan Haze, US-amerikanischer Schauspieler (* 1929)
- 02. November: Alan Rachins, US-amerikanischer Schauspieler (* 1942)
- 02. November: Heidemarie Schneider, deutsche Schauspielerin (* 1944)
- 03. November: Paul Engelen, britischer Maskenbildner (* 1949)
- 03. November: Huckleberry Fox, US-amerikanischer Schauspieler (* 1974)
- 03. November: Quincy Jones, US-amerikanischer Musikproduzent, Komponist, Jazztrompeter, Arrangeur und Bandleader (* 1933)
- 04. November: Hans Diehl, deutscher Schauspieler (* 1940)
- 06. November: Walter Heynowski, deutscher Dokumentarfilm-Regisseur (* 1927)
- 06. November: Fabio Sartor, italienischer Schauspieler (* 1954)
- 06. November: Tony Todd, US-amerikanischer Schauspieler (* 1954)
- 07. November: Ann-Monika Pleitgen, deutsche Schauspielerin und Schriftstellerin (* 1941)
- 08. November: Geneviève Grad, französische Schauspielerin (* 1944)
- 08. November: June Spencer, britische Schauspielerin und Hörspielsprecherin (* 1919)
- 09. November: Roland Astor, österreichischer Schauspieler, Musicaldarsteller, Hörspielsprecher und Synchronsprecher (* 1941)
- 09. November: Katharina Copony, österreichische Filmemacherin (* 1972)
- 12. November: Barrie Gavin, britischer Filmregisseur (* 1935)
- 12. November: Song Jae-rim, südkoreanischer Schauspieler und Model (* 1985)
- 12. November: Bent Mejding, dänischer Schauspieler, Regisseur und Theaterintendant (* 1937)
- 12. November: Timothy West, britischer Schauspieler (* 1934)
- 13. November: Renate Roland, deutsche Schauspielerin (* 1943)
- 14. November: Manfred Eichel, deutscher Journalist, Filmemacher und Hochschullehrer (* 1938)
- 15. November: Jon Kenny, irischer Komiker, Schauspieler, Drehbuchautor und Synchronsprecher (* 1957)
- 15. November: Alessandro Marchetti, italienischer Regisseur, Schauspieler und Schauspieldozent (* 1930)
- 15. November: Paul Teal, US-amerikanischer Schauspieler (* 1989)
- 17. November: Allan Svensson, schwedischer Schauspieler (* 1951)
- 18. November: Emile Jansen, niederländischer Filmproduzent, Regisseur und Schauspieler (* 1959)
- 18. November: Colin Petersen, australischer Schauspieler und Musiker (* 1946)
- 19. November: Colin Chilvers, britischer Spezialeffektkünstler (* 1945)
- 19. November: András Fricsay, ungarischer Schauspieler und Regisseur (* 1942)
- 22. November: Rolf Brederlow, deutscher Schauspieler (* 1961)
- 22. November: Jürgen Thormann, deutscher Schauspieler, Synchronsprecher, Regisseur sowie Hörspiel- und Hörbuchsprecher (* 1928)
- 22. November: Walter Ullrich, deutscher Schauspieler, Theaterregisseur und Theaterintendant (* 1931)
- 22. November: Mark Withers, US-amerikanischer Schauspieler (* 1947)
- 23. November: Michael Villella, US-amerikanischer Schauspieler (* 1940)
- 24. November: Helen Gallagher, US-amerikanische Schauspielerin, Tänzerin und Sängerin (* 1926)
- 25. November: Carlo Barsotti, italienischer Regisseur und Schauspieler (* 1939)
- 25. November: Earl Holliman, US-amerikanischer Schauspieler und Sänger (* 1928)
- 25. November: Agnieszka Jurek, deutsch-polnische Filmemacherin (* 1971)
- 26. November: Jim Abrahams, US-amerikanischer Drehbuchautor und Filmregisseur (* 1944)
- 26. November: Karin Baal, deutsche Schauspielerin (* 1940)
- 26. November: Sascha Oliver Bauer, deutscher Regisseur, Schauspieler, Synchron- und Hörspielsprecher und Kulturmanager (* 1979)
- 26. November: Scott L. Schwartz, US-amerikanischer Schauspieler, Stuntman, Regisseur, Drehbuchautor und Produzent (* 1959)
- 27. November: Adam Somner, Regieassistent und Filmproduzent (* um 1967)
- 28. November: Lasse Nielsen, dänischer Regisseur und Drehbuchautor (* 1950)
- 28. November: Silvia Pinal, mexikanische Schauspielerin (* 1931)
- 28. November: Margit Voss, deutsche Hörfunkjournalistin und Filmkritikerin (* 1931)
- 29. November: Marshall Brickman, US-amerikanischer Drehbuchautor und Filmregisseur (* 1941)
- 29. November: Wayne Northrop, US-amerikanischer Schauspieler (* 1947)
- 30. November: Hans Hammerschmid, österreichischer Komponist, Filmkomponist, Arrangeur, Pianist und Dirigent (* 1930)

Dezember
- 01. Dezember: Niels Arestrup, französischer Schauspieler und Regisseur (* 1949)
- 01. Dezember: Jörg Panknin, deutscher Schauspieler (* 1944)
- 01. Dezember: Sandra Reyes, kolumbianische Schauspielerin (* 1975)
- 02. Dezember: Liu Chia-Chang, taiwanischer Songschreiber, Sänger, Drehbuchautor und Regisseur (* 1943)
- 02. Dezember: Paul Maslansky, US-amerikanischer Filmproduzent (* 1933)
- 03. Dezember: Ali Krasniqi, kosovarischer Schriftsteller und Filmeditor (* 1952)
- 03. Dezember: Malcolm Le Grice, britischer Filmkünstler und Filmtheoretiker (* 1940)
- 04. Dezember: Matthias Ponnier, deutscher Schauspieler und Hörspielsprecher (* 1940)
- 05. Dezember: Christel Bodenstein, deutsche Schauspielerin, Chansonsängerin, Theaterregisseurin und Regieassistentin (* 1938)
- 05. Dezember: Thom Christopher, US-amerikanischer Schauspieler (* 1940)
- 05. Dezember: Julie Stevens, britische Schauspielerin (* 1936)
- 06. Dezember: Miho Nakayama, japanische Sängerin, Schauspielerin und Musikerin (* 1970)
- 06. Dezember: Stanisław Tym, polnischer Satiriker, Schauspieler, Regisseur und Drehbuchautor (* 1937)
- 08. Dezember: Lilly Forgách, deutsche Schauspielerin (* 1966)
- 08. Dezember: Şerif Gören, türkischer Regisseur (* 1944)
- 10. Dezember: Michael Cole, US-amerikanischer Schauspieler (* 1940)
- 10. Dezember: María Socas, argentinische Schauspielerin (* 1959)
- 11. Dezember: Michio Mamiya, japanischer Komponist (* 1929)
- 12. Dezember: Wolfgang Becker, deutscher Filmregisseur und Drehbuchautor (* 1954)
- 12. Dezember: Fethi Haddaoui, tunesischer Schauspieler, Filmproduzent und Drehbuchautor (* 1961)
- 12. Dezember: Jean-Marie Pallardy, französischer Schauspieler und Regisseur (* 1940)
- 12. Dezember: Martial Solal, französischer Pianist und Komponist (* 1927)
- 12. Dezember: David Weatherley, britisch-neuseeländischer Schauspieler (* 1939)
- 13. Dezember: Diane Delano, US-amerikanische Schauspielerin (* 1957)
- 14. Dezember: Mircea Diaconu, rumänischer Politiker und Schauspieler (* 1949)
- 15. Dezember: Zakir Hussain, indischer Tabla-Spieler und Komponist (* 1951)
- 17. Dezember: Michel del Castillo, französischer Schriftsteller (* 1933)
- 17. Dezember: Marisa Paredes, spanische Schauspielerin (* 1946)
- 18. Dezember: Hermes Phettberg, österreichischer Künstler, Schauspieler, Autor und Talkmaster (* 1952)
- 18. Dezember: Heikki Silvennoinen, finnischer Schauspieler, Drehbuchautor, Gitarrist, Sänger und Songwriter (* 1954)
- 19. Dezember: Fabrizio Capucci, italienischer Schauspieler und Filmproduzent (* 1939)
- 19. Dezember: Gwen Van Dam, US-amerikanische Schauspielerin (* 1928)
- 21. Dezember: Hannelore Hoger, deutsche Schauspielerin, Theaterregisseurin sowie Hörbuch- und Hörspielsprecherin (* 1940)
- 21. Dezember: Hudson Meek, US-amerikanischer Schauspieler (* 2008)
- 21. Dezember: Eric Saarinen, US-amerikanischer Kameramann (* 1942)
- 22. Dezember: Geoffrey Deuel, US-amerikanischer Schauspieler (* 1943)
- 22. Dezember: Art Evans, US-amerikanischer Schauspieler (* 1942)
- 23. Dezember: Shyam Benegal, indischer Filmregisseur (* 1934)
- 23. Dezember: George DeTitta Sr., US-amerikanischer Szenenbildner (* 1930)
- 23. Dezember: Angus MacInnes, kanadischer Schauspieler (* 1947)
- 24. Dezember: Richard M. Cohen, US-amerikanischer Journalist, Sachbuchautor und Filmproduzent (* 1948)
- 25. Dezember: Britt Allcroft, britische Filmproduzentin, Regisseurin, Drehbuchautorin und Schauspielerin (* 1943)
- 25. Dezember: M. T. Vasudevan Nair, indischer Schriftsteller, Drehbuchautor und Filmregisseur (* 1933)
- 27. Dezember: Dayle Haddon, kanadische Schauspielerin und Model (* 1948)
- 27. Dezember: Olivia Hussey, britische Schauspielerin (* 1951)
- 27. Dezember: Charles Shyer, US-amerikanischer Filmregisseur, Drehbuchautor und Filmproduzent (* 1941)
- 28. Dezember: Jana Synková, tschechische Schauspielerin (* 1944)
- 28. Dezember: Josh White, Jr., US-amerikanischer Sänger, Gitarrist und Schauspieler (* 1940)
- 29. Dezember: George Folsey junior, US-amerikanischer Filmeditor und Filmproduzent (* 1939)
- 29. Dezember: Linda Lavin, US-amerikanische Sängerin und Schauspielerin (* 1937)
- 29. Dezember: Barre Phillips, US-amerikanischer Bassist und Komponist (* 1934)
- 30. Dezember: John Capodice, US-amerikanischer Schauspieler (* 1941)
- 30. Dezember: Pascal Lainé, französischer Schriftsteller und Drehbuchautor (* 1942)
- 31. Dezember: Hartwig Albiro, deutscher Schauspieler und Regisseur (* 1931)
- 31. Dezember: Rainer Goernemann, deutscher Schauspieler (* 1950)
- 31. Dezember: Roger Pratt, britischer Kameramann (* 1947)

### Genaues Todesdatum unbekannt
- vor oder am 15. Januar: Dana Ghia, italienische Schauspielerin und Sängerin (* 1932)
- vor oder am 24. Januar: Jesse Jane, US-amerikanische Pornodarstellerin und Fotomodell (* 1980)
- vor oder am 25. Januar: Masuimi Max, US-amerikanisches Fetischmodel und Schauspielerin (* 1978)
- vor oder am 3. Juni: Eva-Maria Lahl, deutsche Schauspielerin und Synchronsprecherin (* 1929)
- Juni: Frank Ciazynski, deutscher Schauspieler und Synchronsprecher (* 1943)
- Oktober: Elisabeth Karg, deutsche Volksschauspielerin (* 1935)
- vor oder am 27. Oktober: Marisa Bartoli, italienische Schauspielerin (* 1942)
- November: Klaus Schichan, deutscher Schauspieler und Stuntman (* 1940)